# Biserica de lemn din Sărmașu

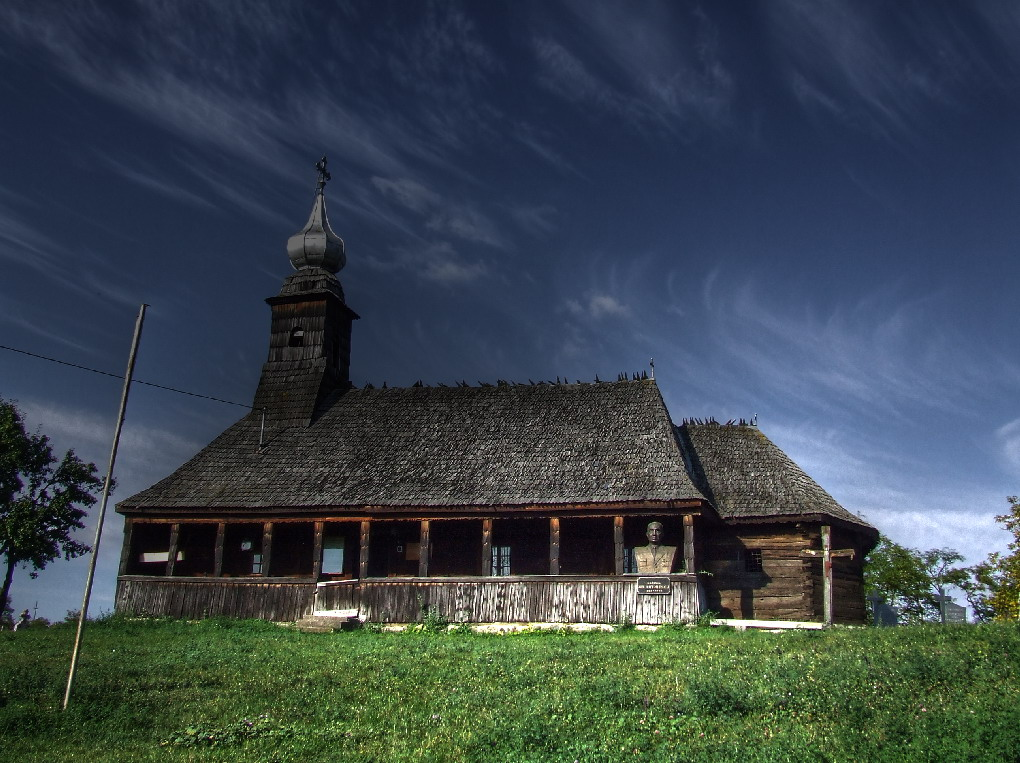
Biserica de lemn din Sărmaşu, vedere din sud, sept. 2008

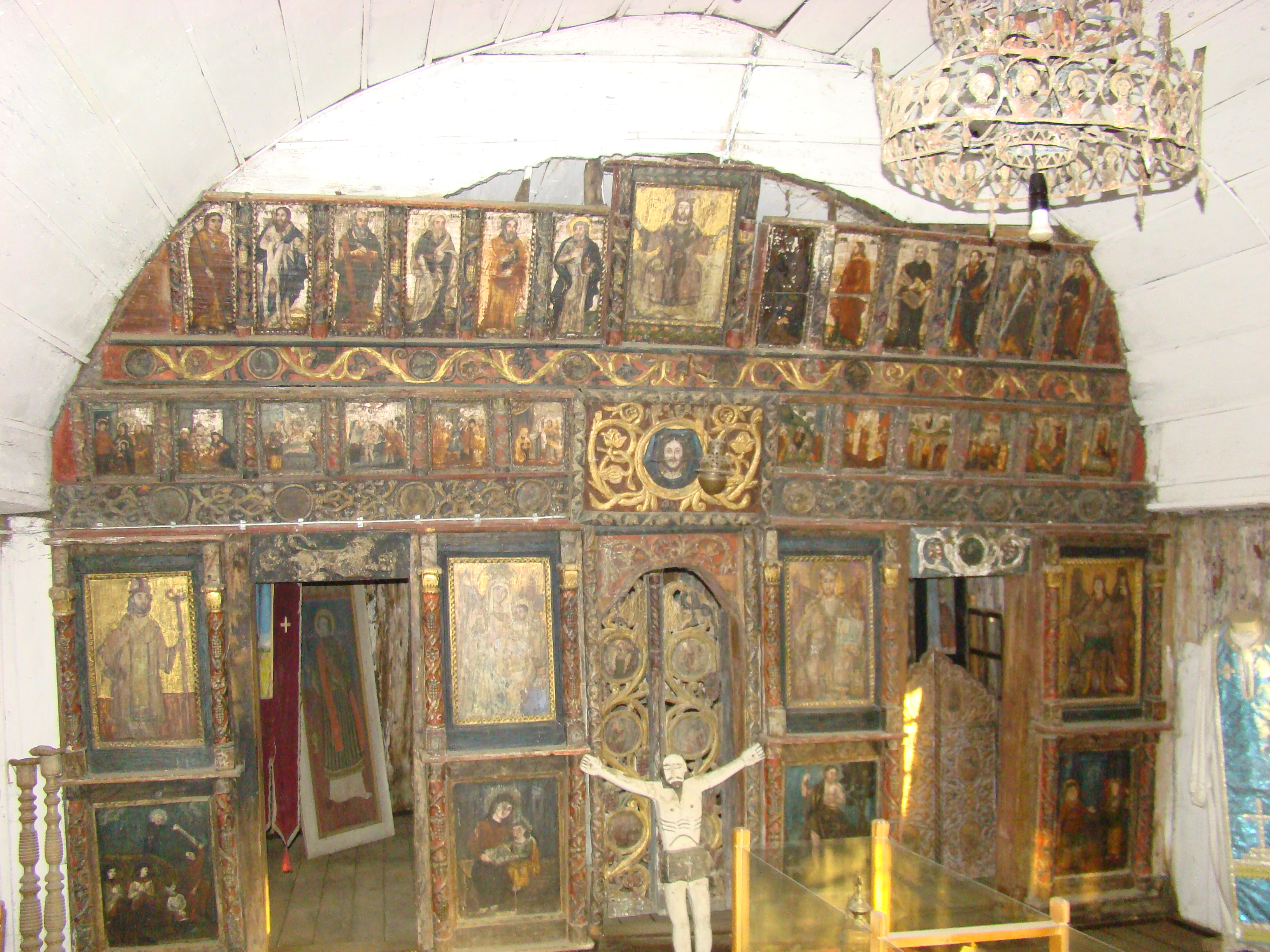
Iconostasul

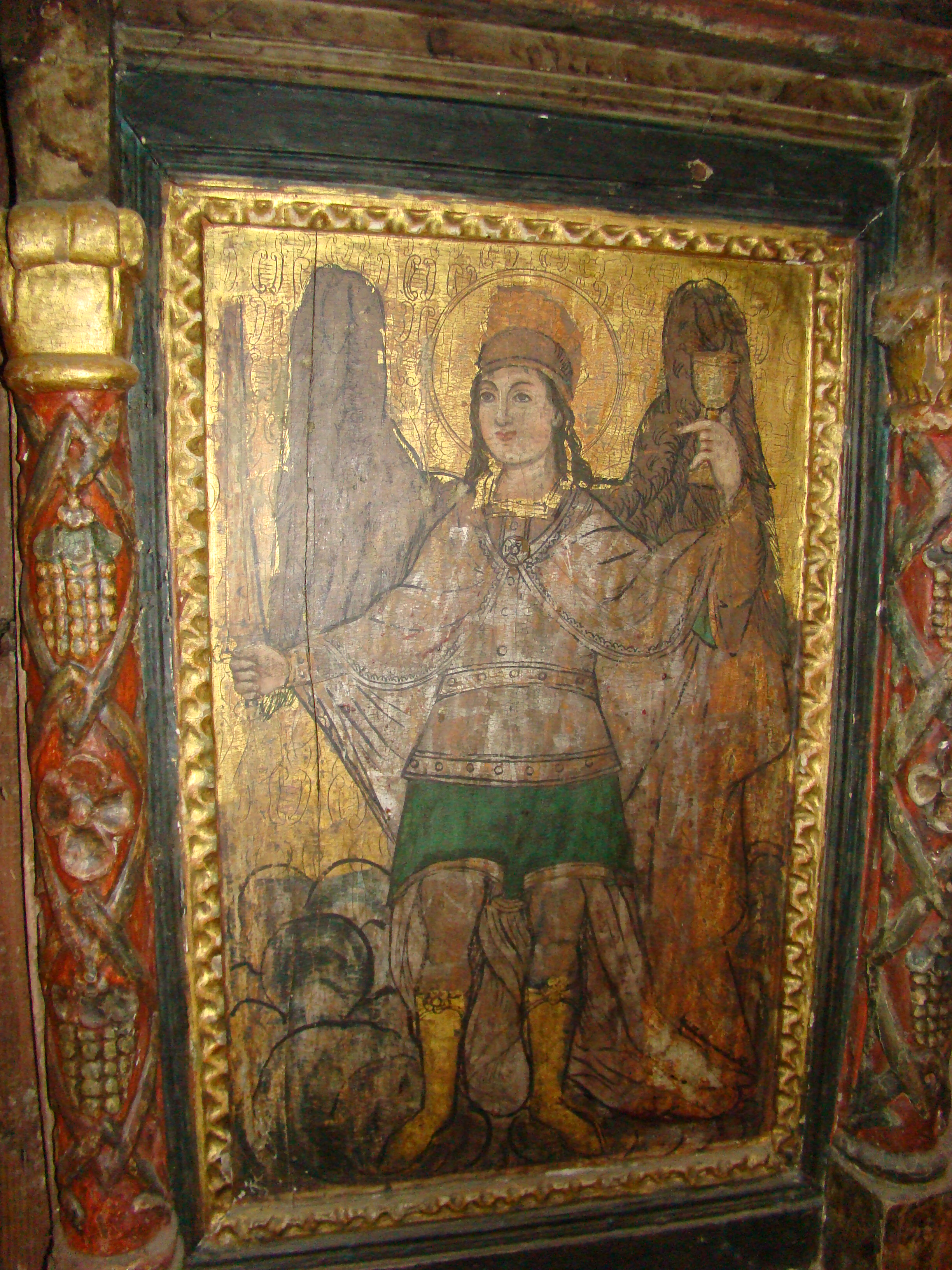
Icoană împărătească

Biserica de lemn din Sărmașu, orașul Sărmașu, județul Mureș, datează din secolul XIX . Are hramul „Sfinții Arhangheli Mihail și Gavriil”. Biserica se află pe noua listă a monumentelor istorice sub codul LMI:  MS-II-m-A-15786.

## Istoricul parohiei Sărmașu
Cele mai vechi urme ale civilizației omului pe aceste meleaguri datează din neolitic-ceramică de tip Coțofeni. Pe teritoriul comunei Sărmașu s-au descoperit monede romane aparținând perioadei lui Marcus Aurelius și Septimius Severus. În 19 aprilie 1329 Sărmașu este una din moșiile lui Carol Robert de Anjou și apare scris sub numele Willa Sarmas. 1348 regele maghiar Ludovic I dona această moșie familiei Swk, cu această ocazie este pomenită și vechea biserică de lemn. 25 iunie 1438, regele Ungariei dăruiește mai multe sate nobililor Ioan, Mihail și Petru, sate care au fost confiscate de la Mihail și David, fii lui Ladislau de Swk, pentru participarea acestora din urmă la răscoala de la Bobâlna. 1437-1438 Sărmașul este pomenit sub numele de „Possesio Sarmas Hungaricales Etalia Valahis (Sărmașu românesc). 15 aprilie 1468, din porunca regelui Matei Corvin, conventul de la Cluj înștiințează că Csupor Nicolae primește moșiile Juc, Căian, Sărmașu românesc. 9 iunie 1496, Vladislav al II-lea, rege al Ungariei, donează părți din moșia Sărmașului românesc lui Erdely Ioan și soției sale Szilagi Iustina. Din secolul al XVIII-lea parohia este una greco-catolică. În 1733, pe timpul episcopului unit al Blajului, Ioan Inocențiu Micu-Klein, a fost renovată biserica de lemn. O nouă renovare a bisericii a fost făcută în 1812 de către Jupân Grigorie. În timpul revoluției române de la 1848-1849, de pe aceste meleaguri s-au ridicat și remarcat o serie de revoluționari printre care: Alexandru Bătrâneanu (Chiorean), Vasile Simoniș, preotul Ioan Crișan. 1894, o parte a Sărmașului este vândută familiei Teleky, apoi statul ungar a cumpărat aceste moșii și a colonizat aici 130 de familii de țărani maghiari din comitatul Vesprem și 80 de familii din alte părți. Un eveniment important la care au participat locuitorii din Sărmașu l-a constituit actul de la 1 decembrie 1918. Semnificativ în această privință este hotârârea obștii locuitorilor din Cistelec (Vișinelu), ca delegații lor la Alba-Iulia să declare sus și tare „unirea tuturor românilor într-un singur stat, național și independent”. 1922, ia ființă la Sărmașu primul liceu din Câmpia Transilvaniei purtând numele de liceul „Samuil Micu”, călugărul greco-catolic de la Blaj, cărturar vestit din pleiada Școlii Ardelene, cel care a tradus Biblia în integralitate.

## Imagini din interior

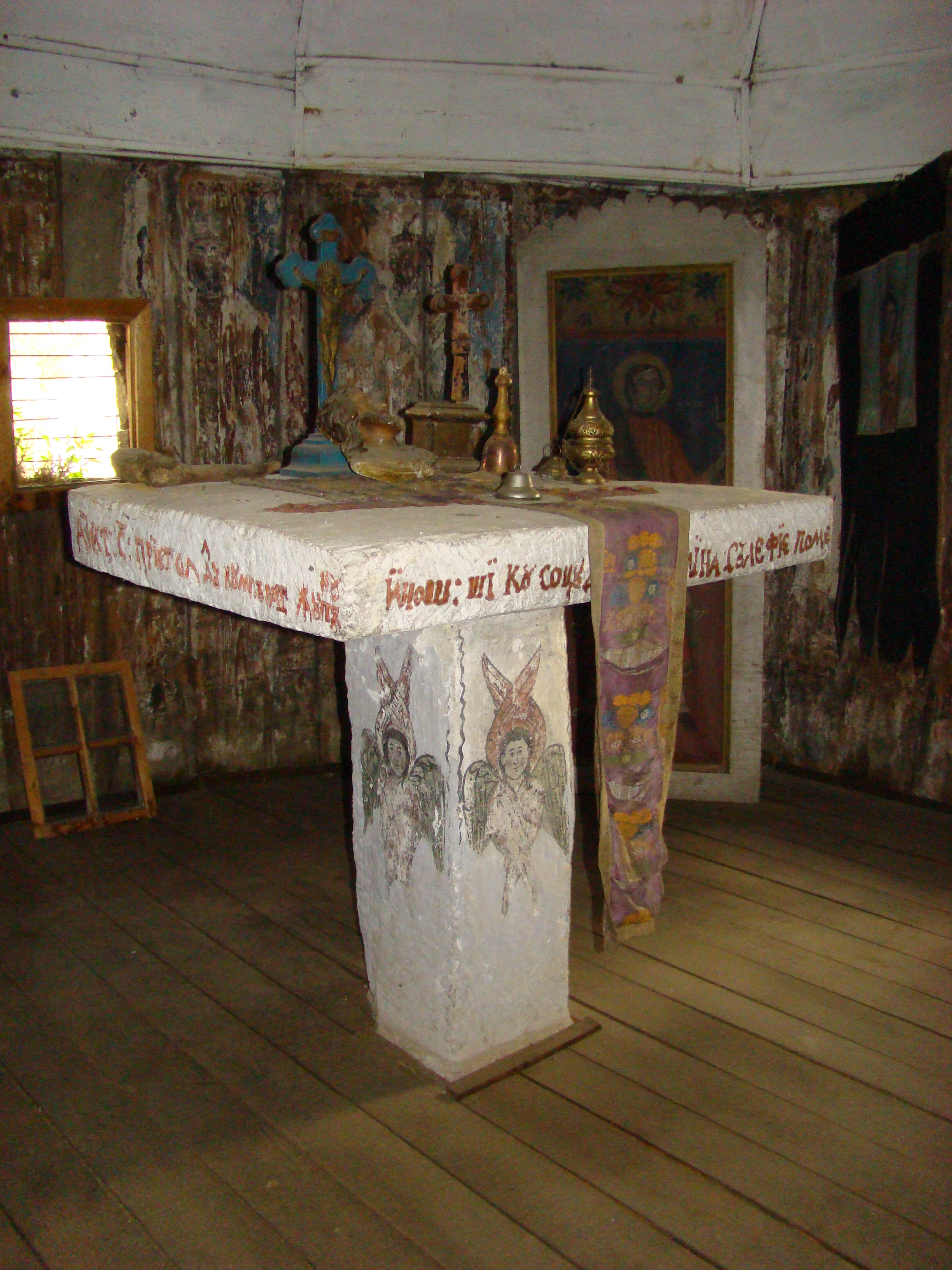
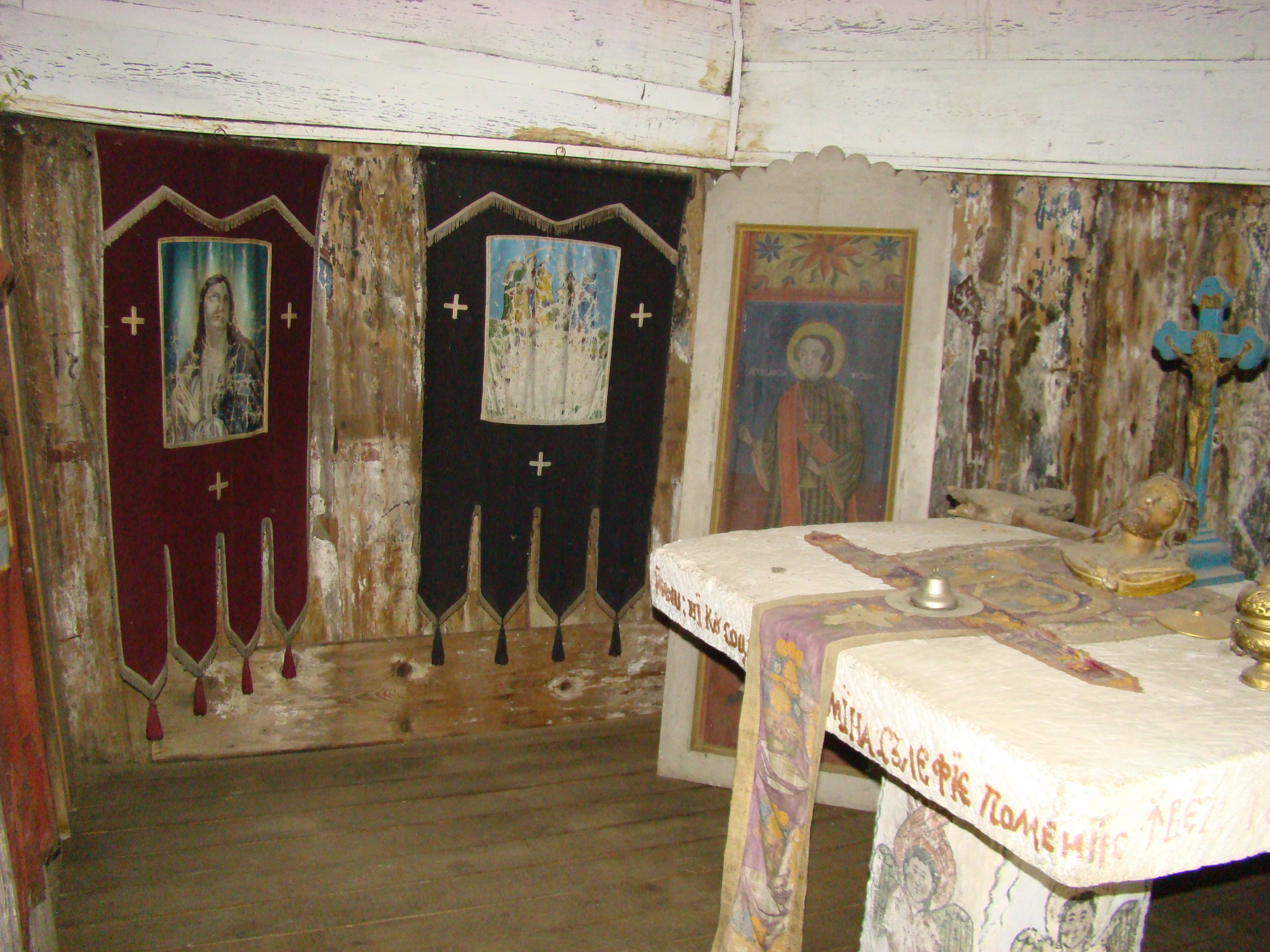
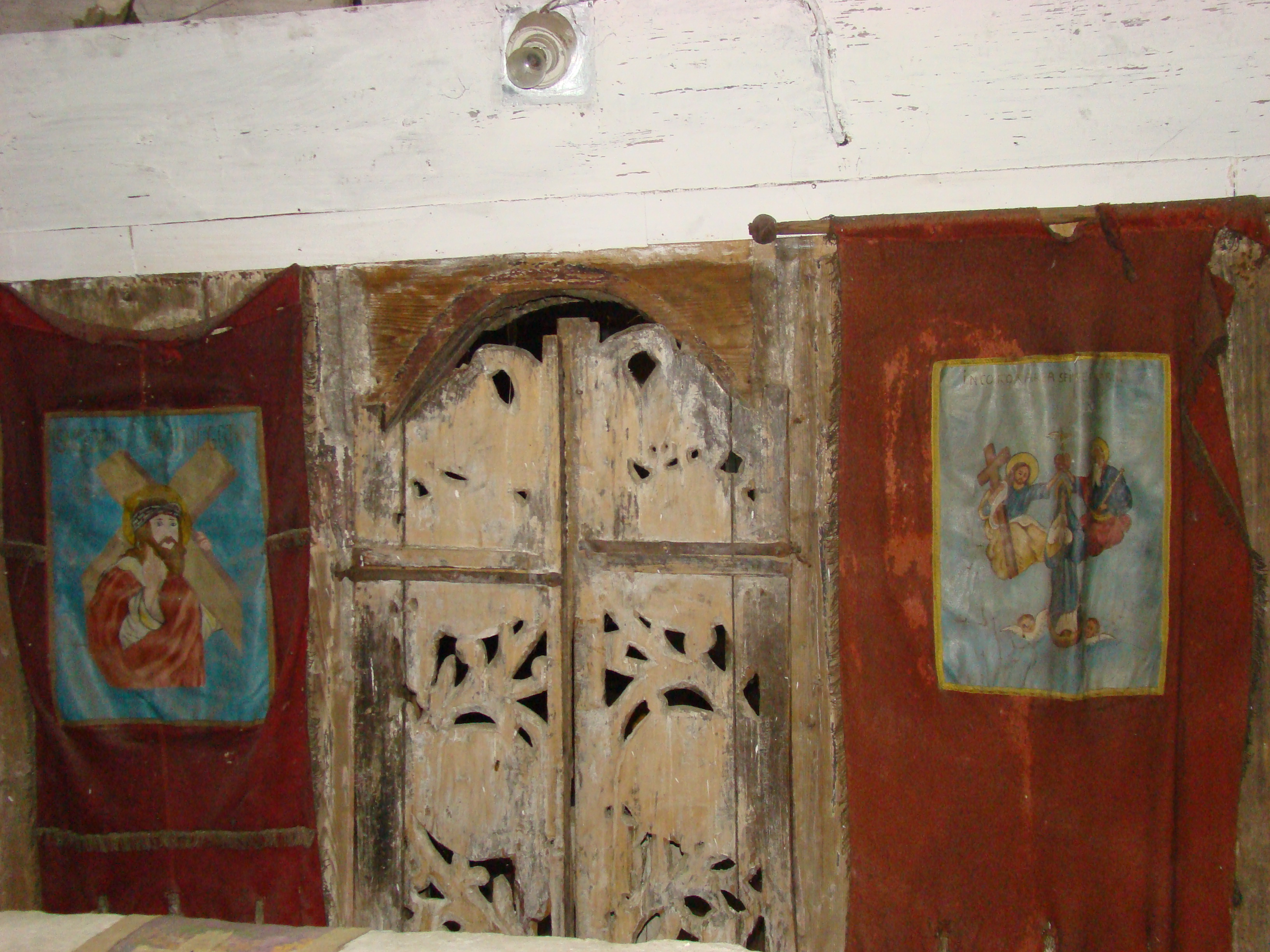
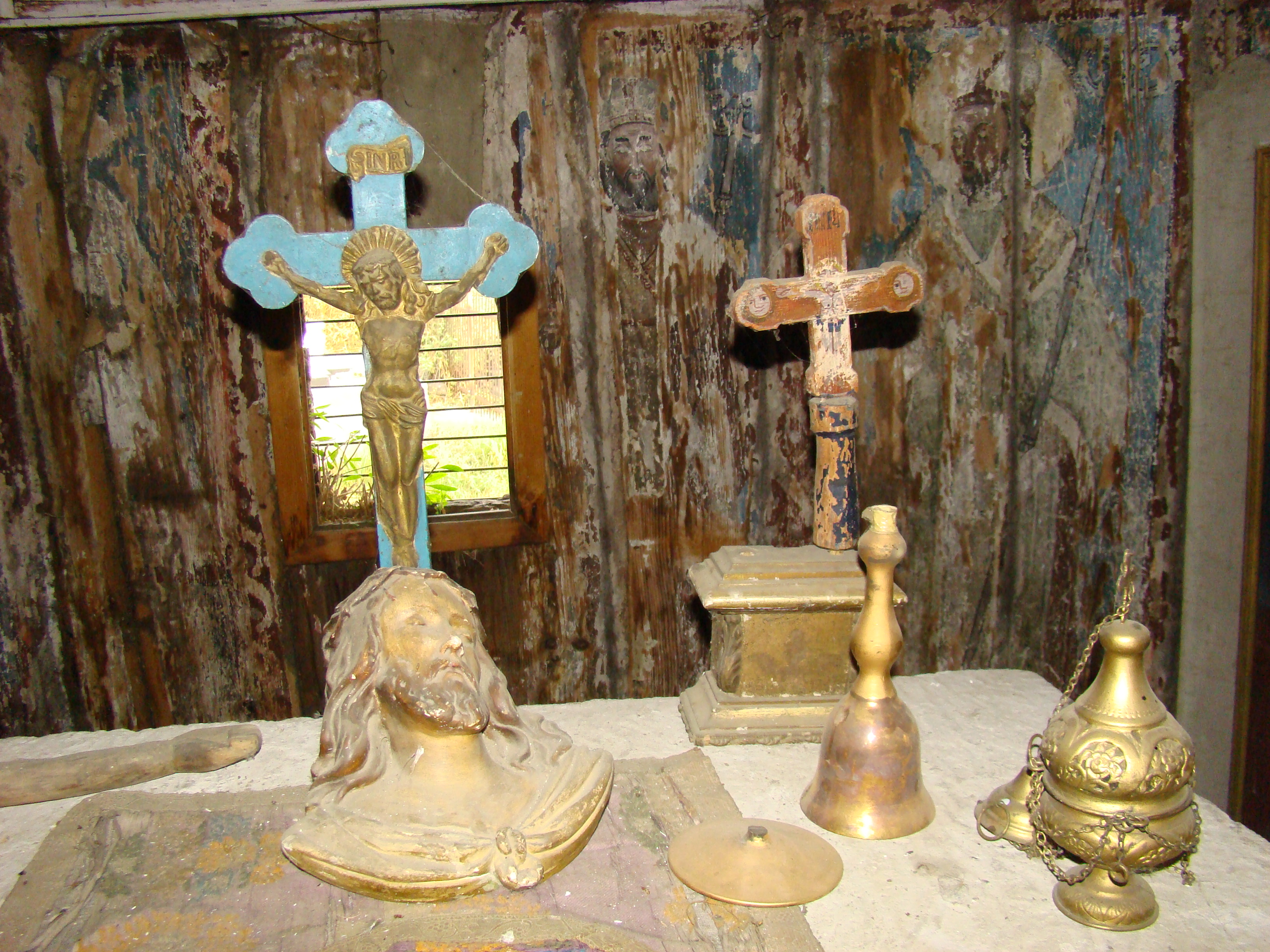
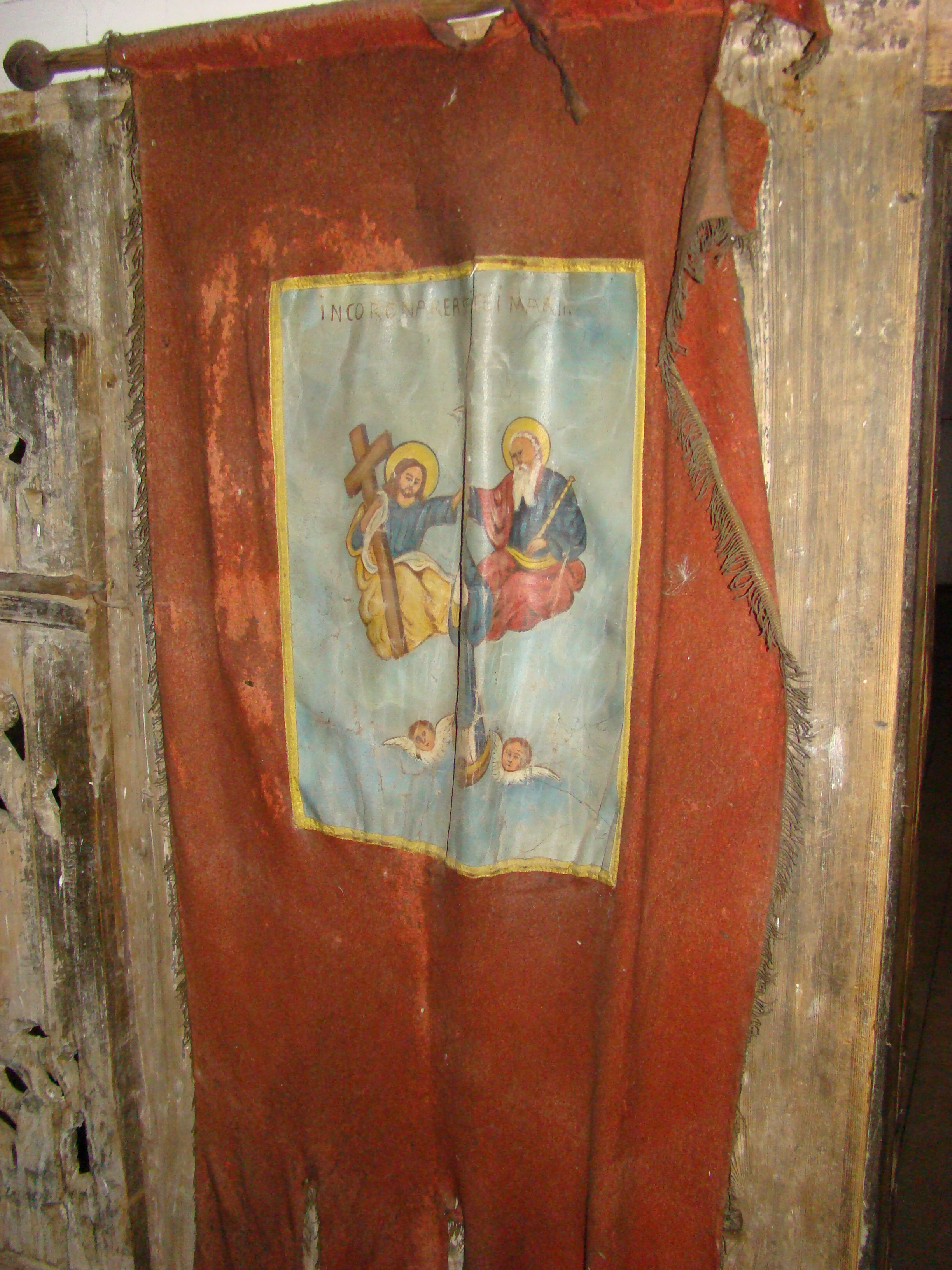
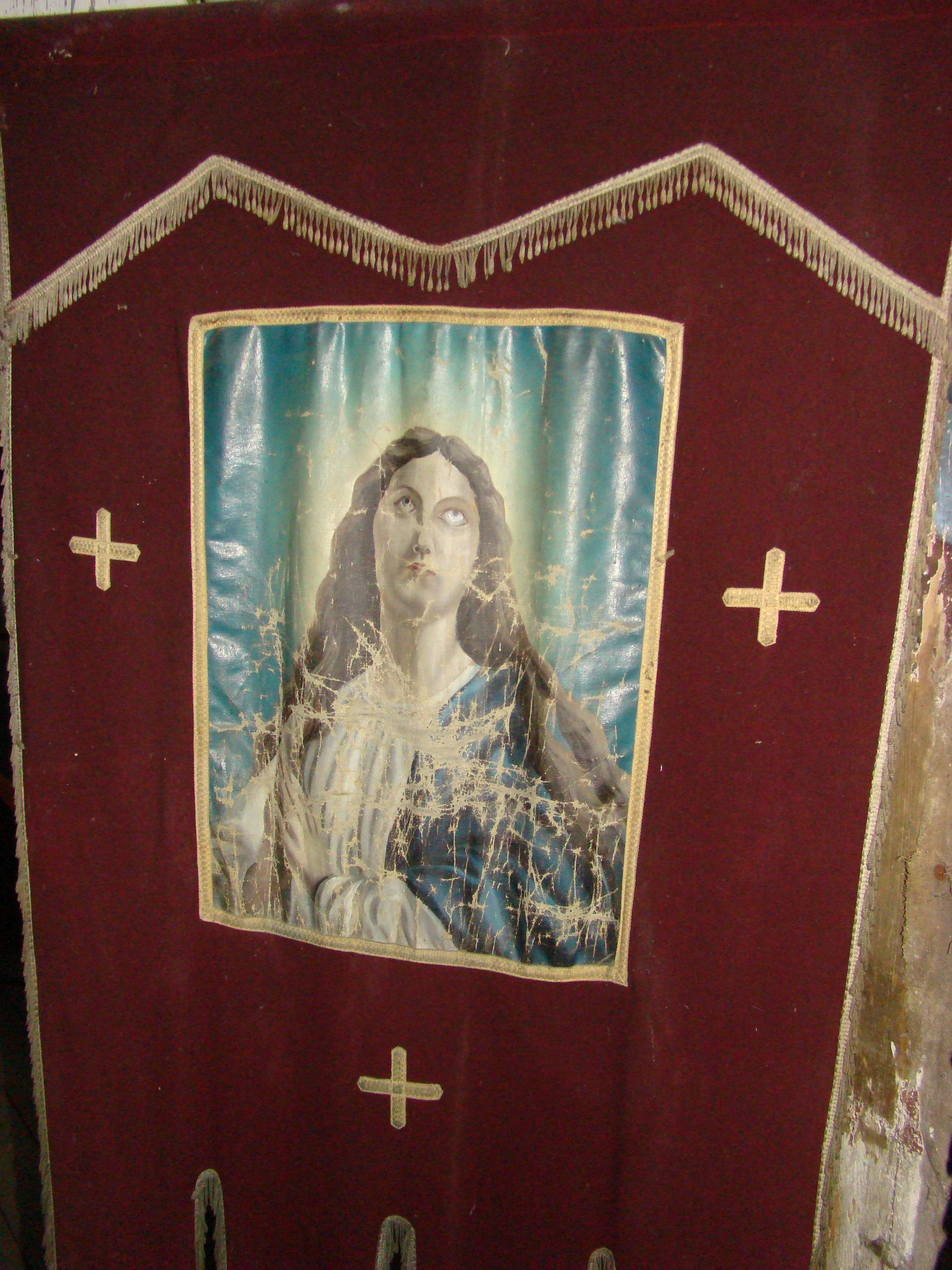
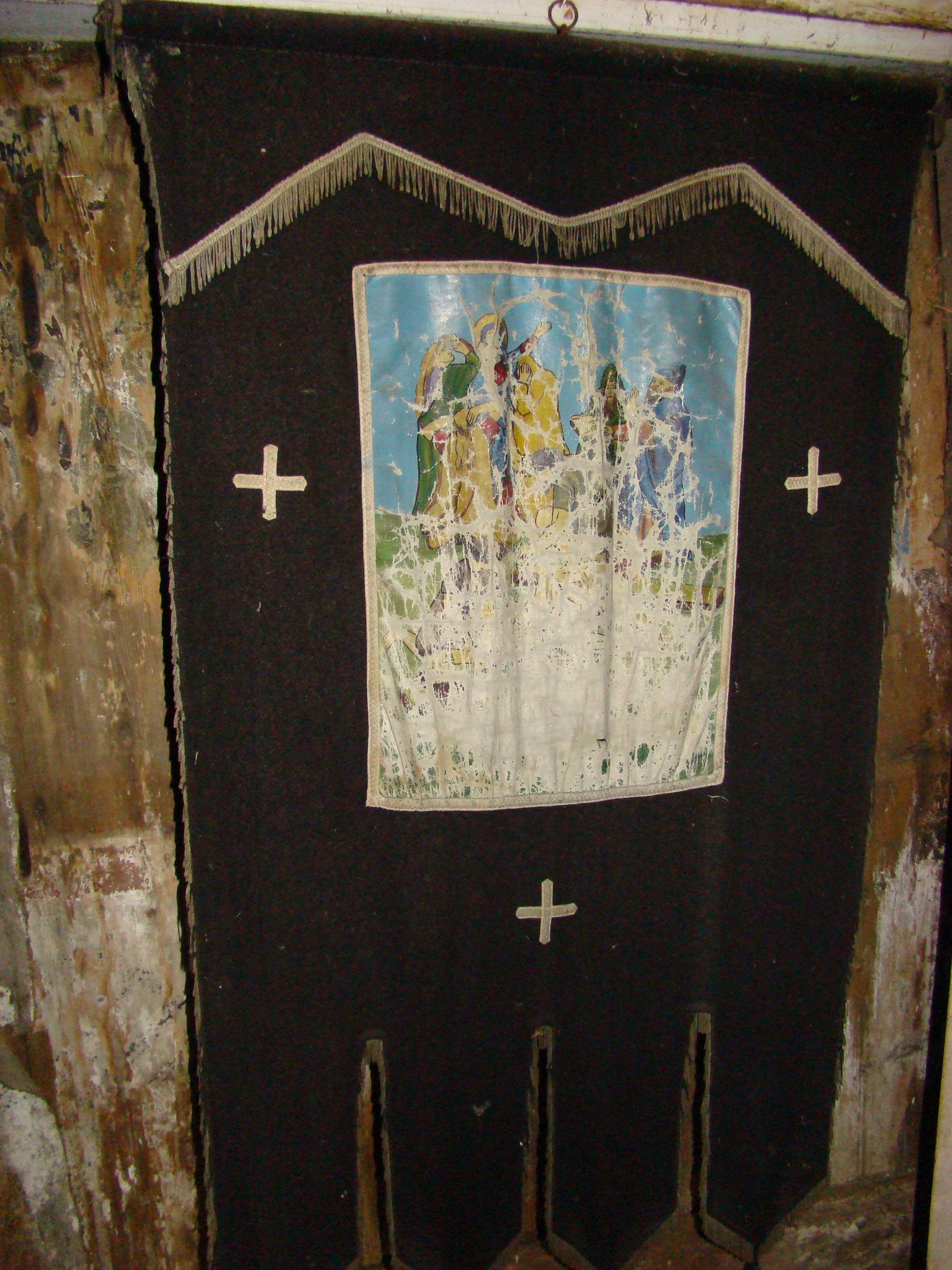
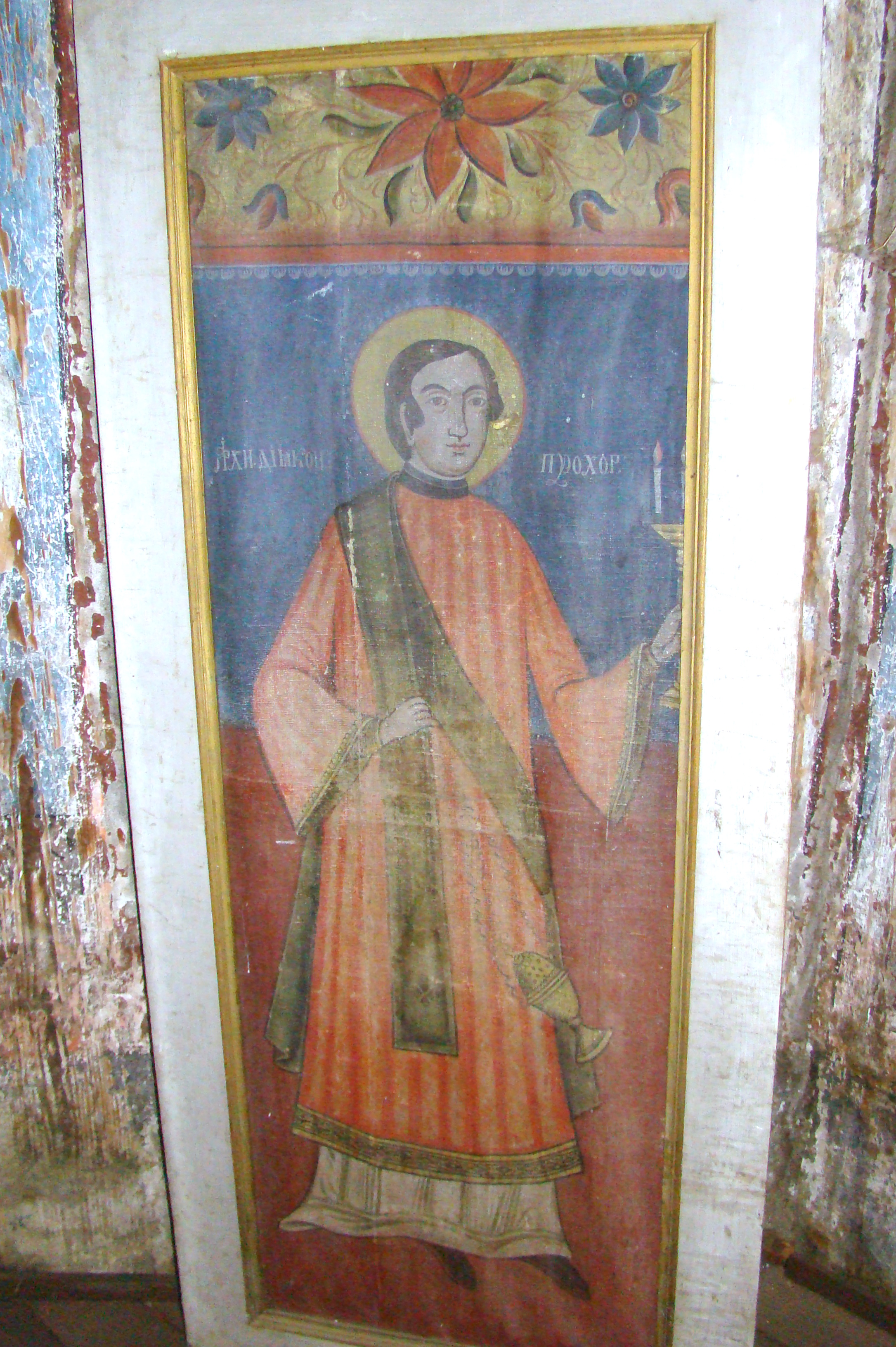
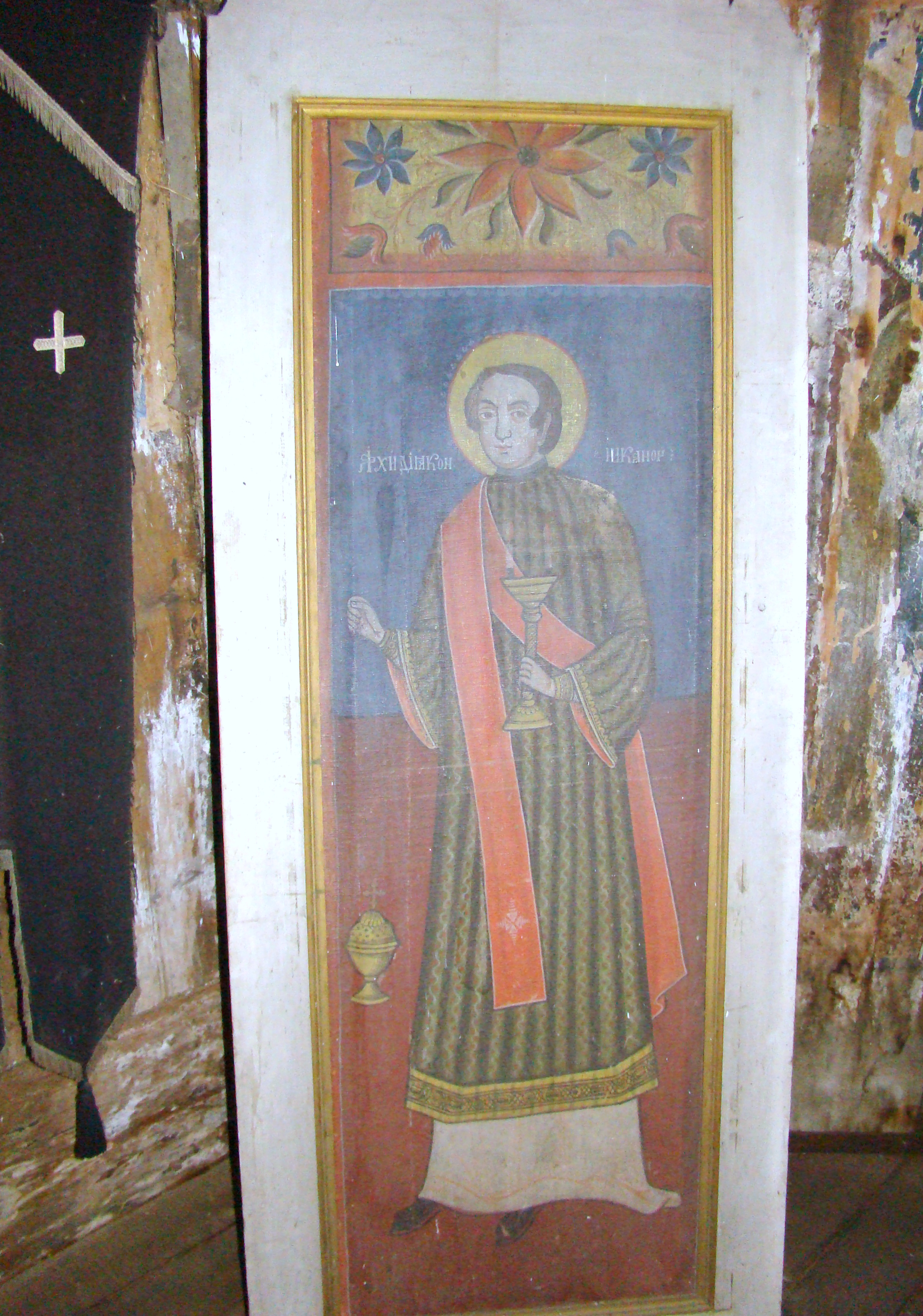
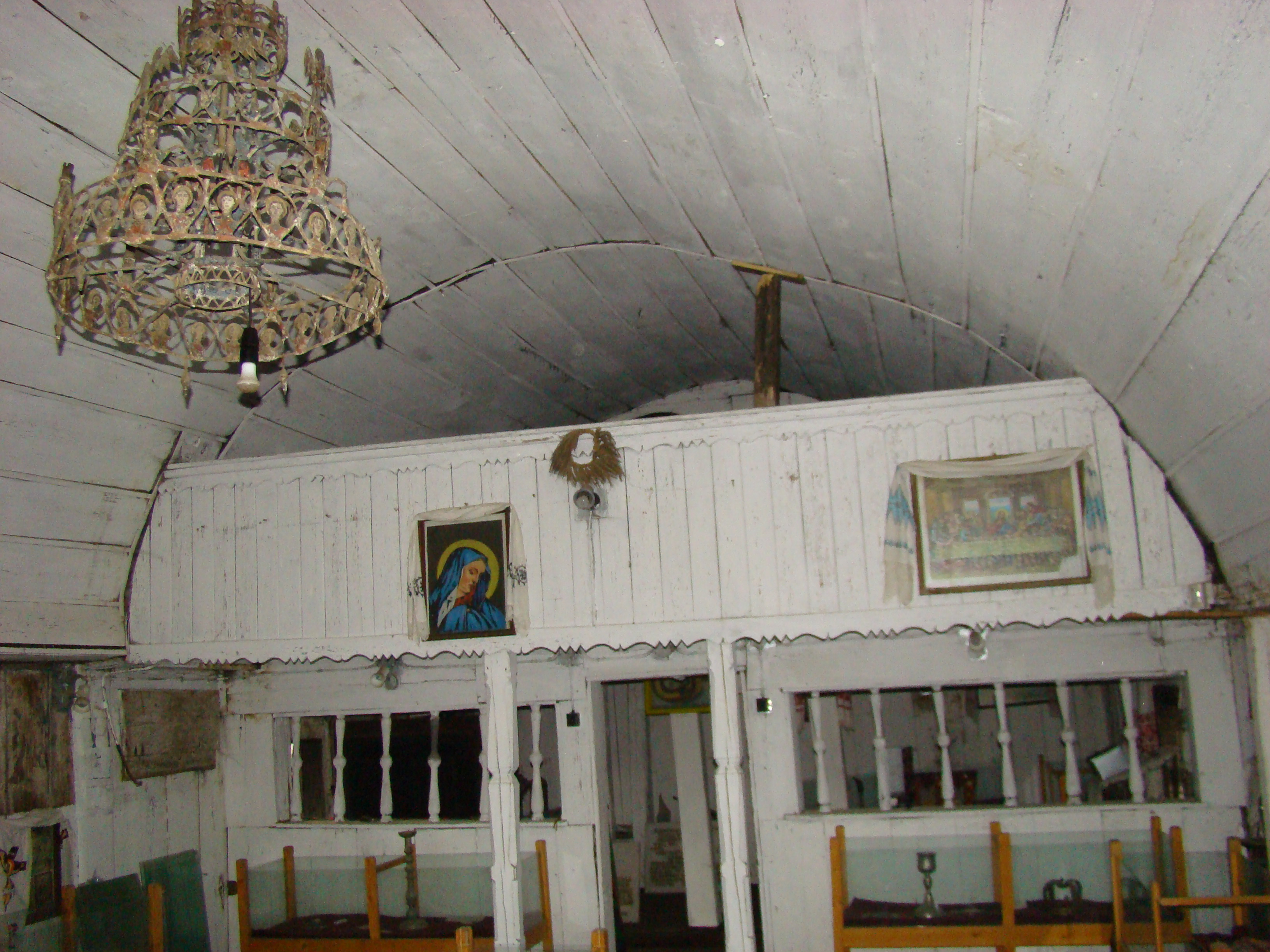
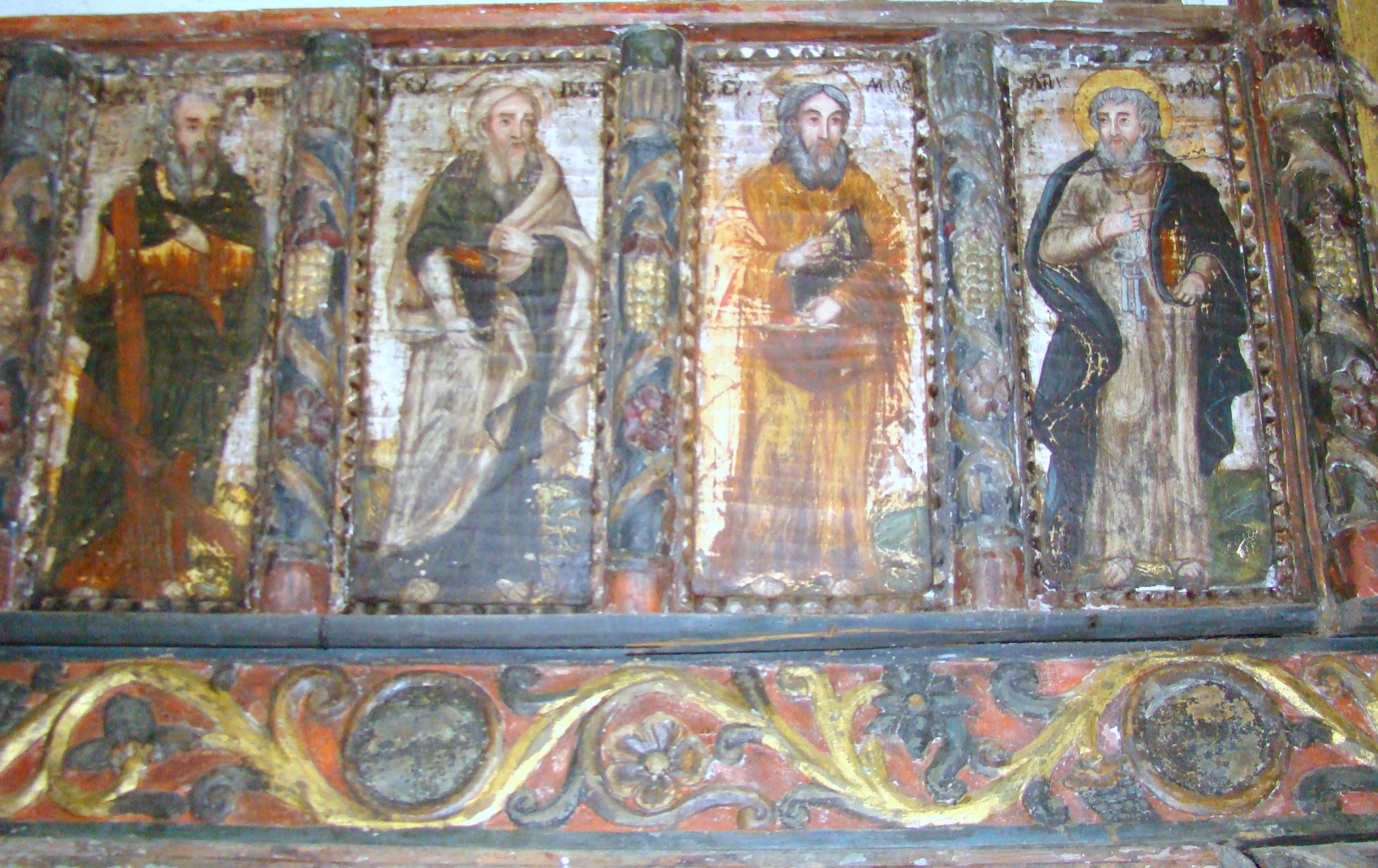
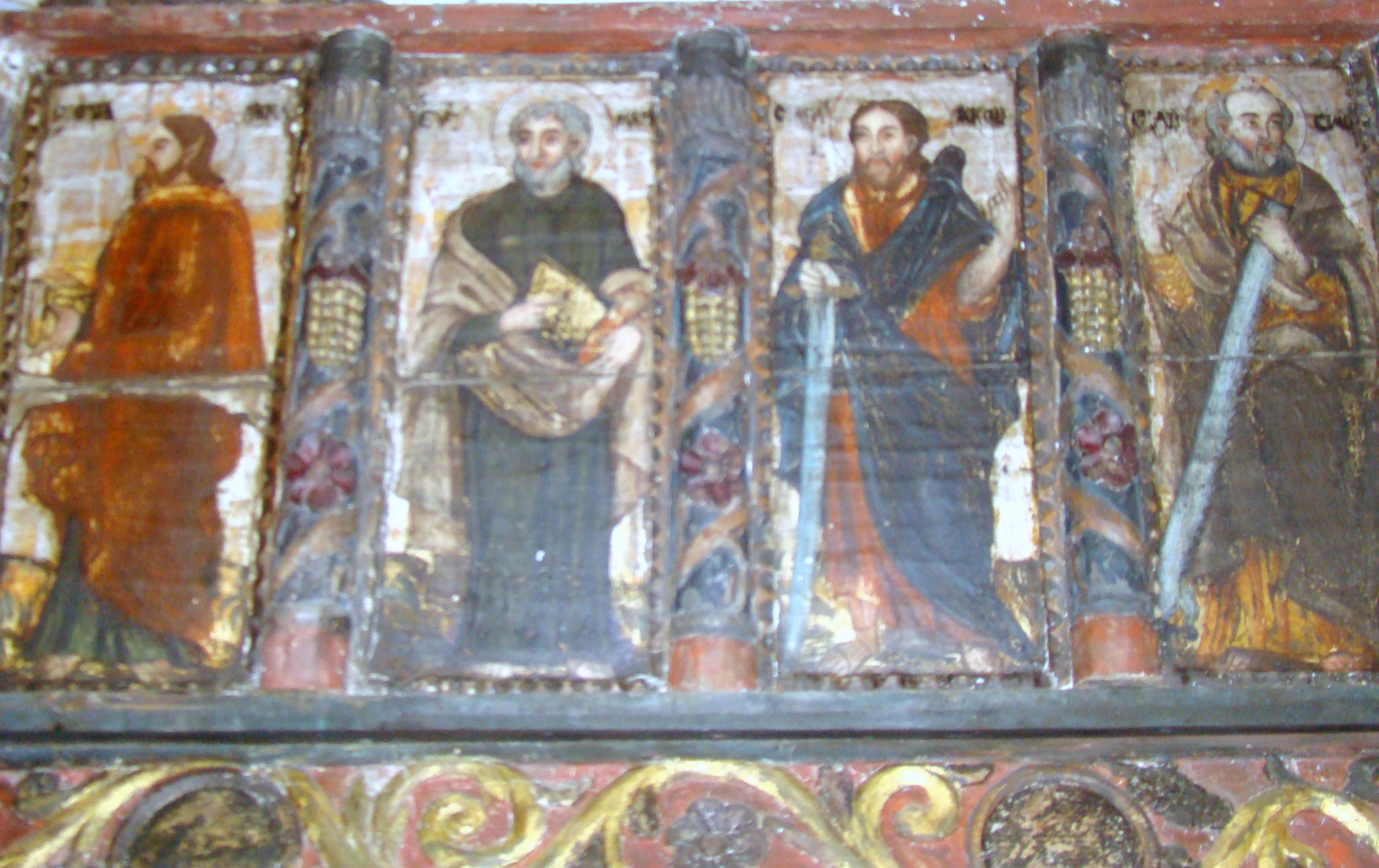
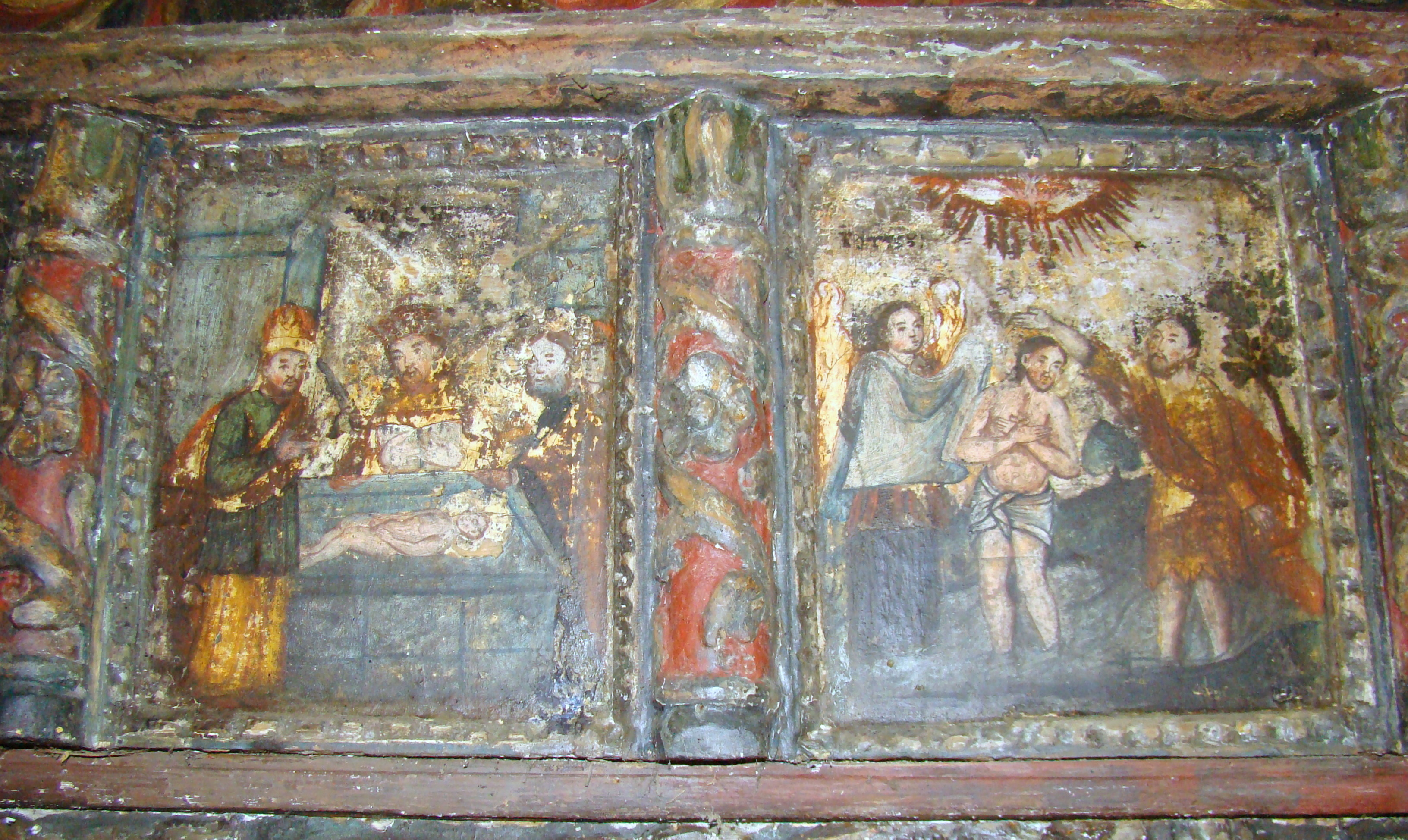
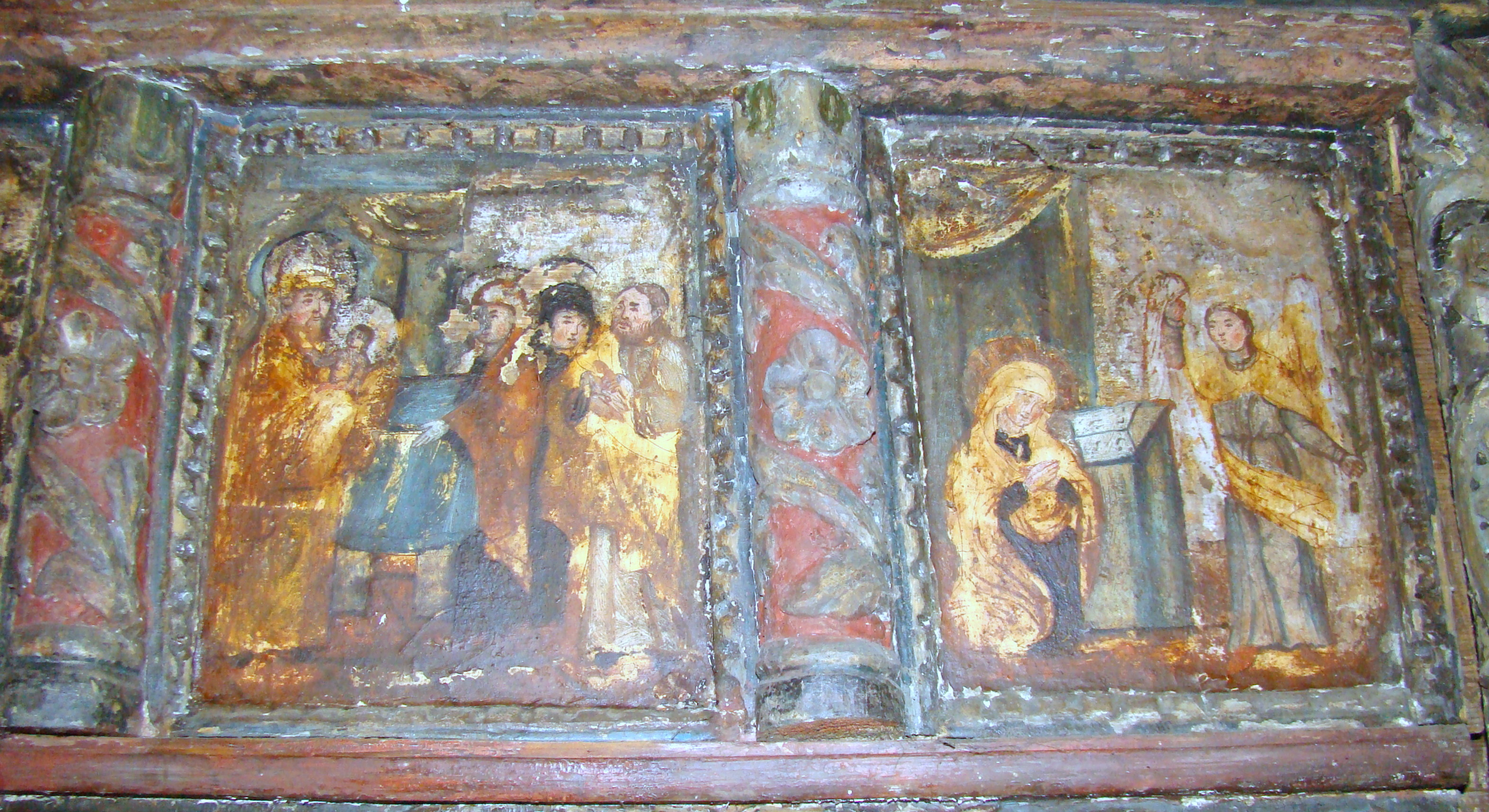
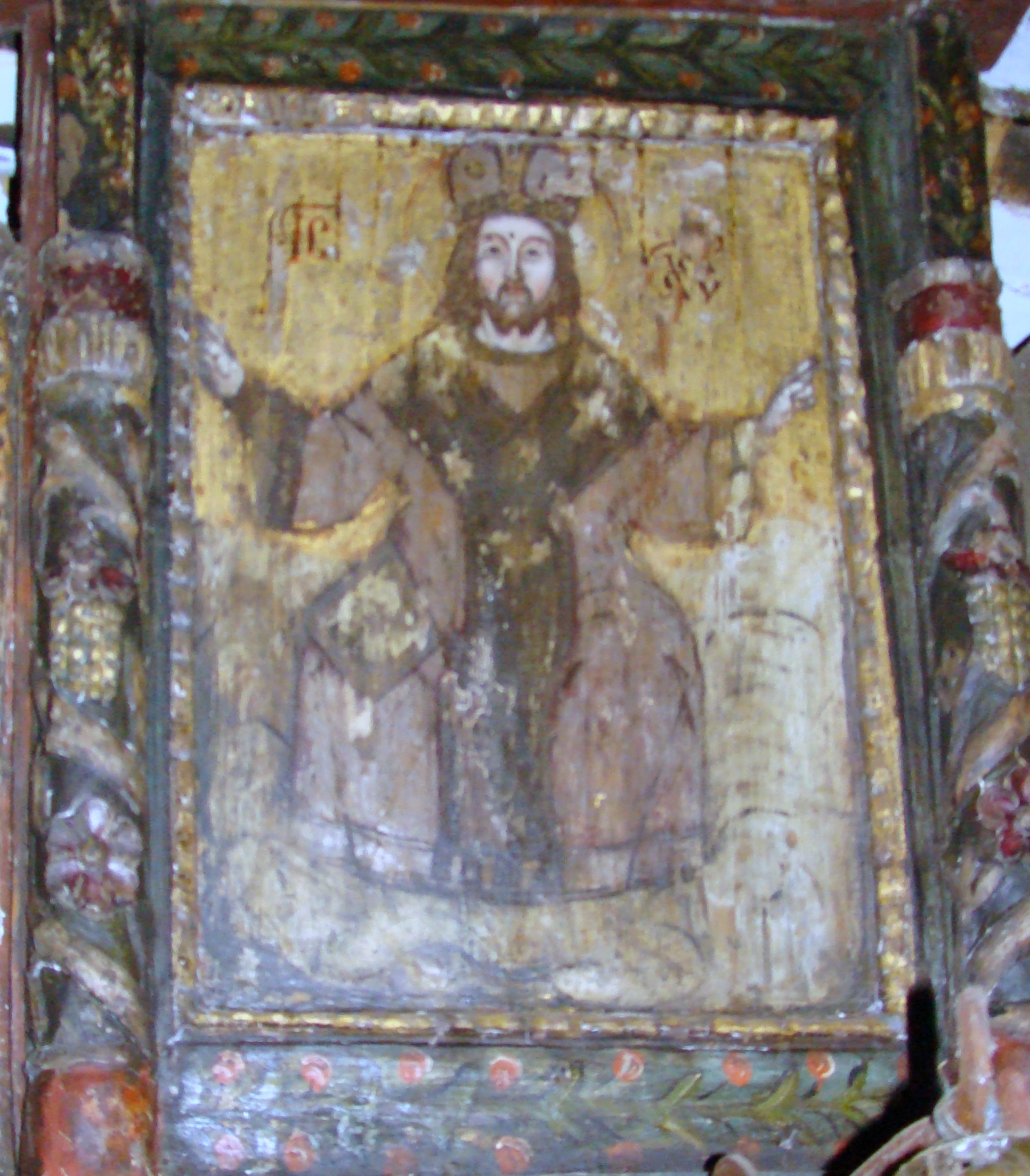
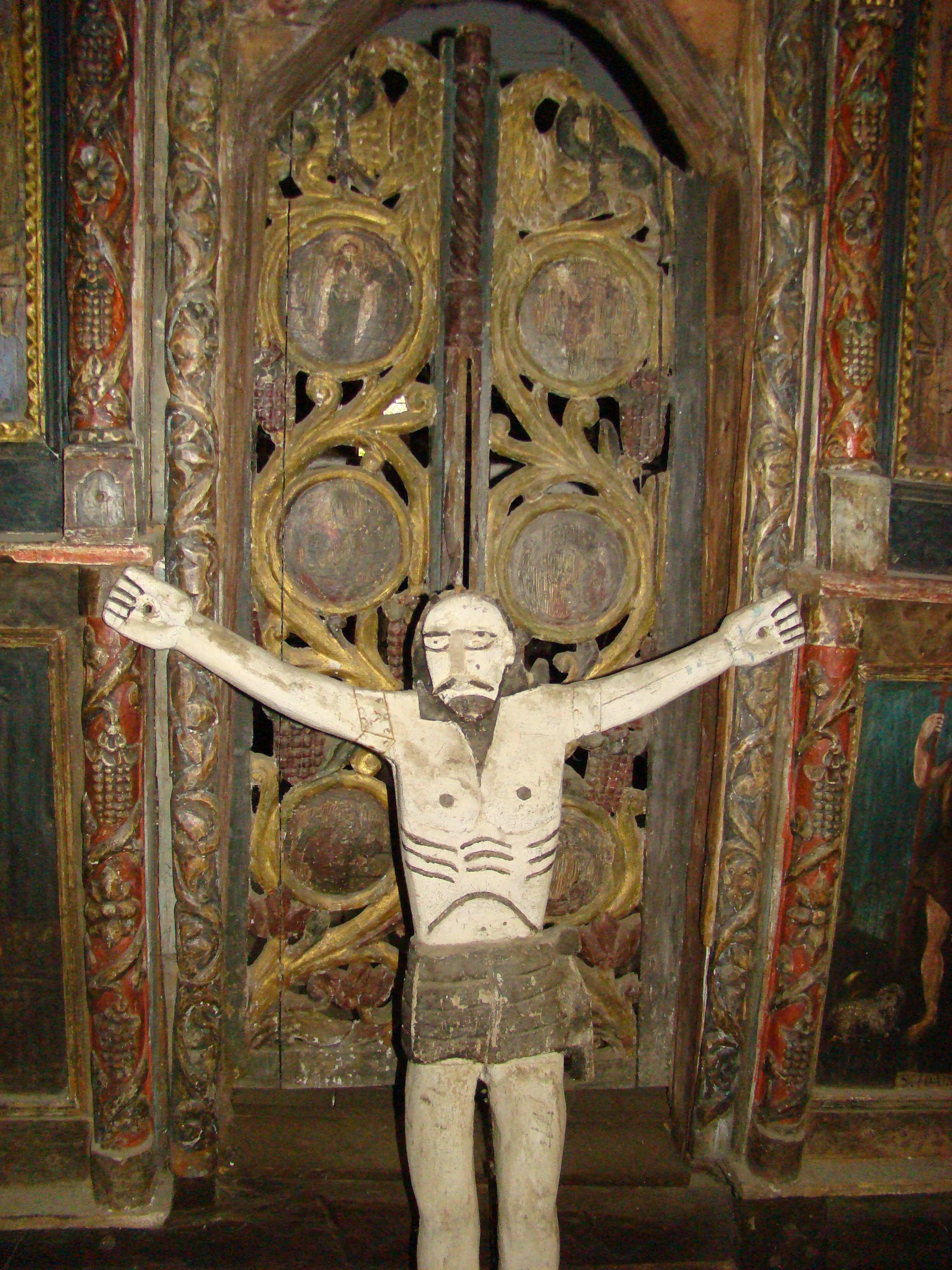
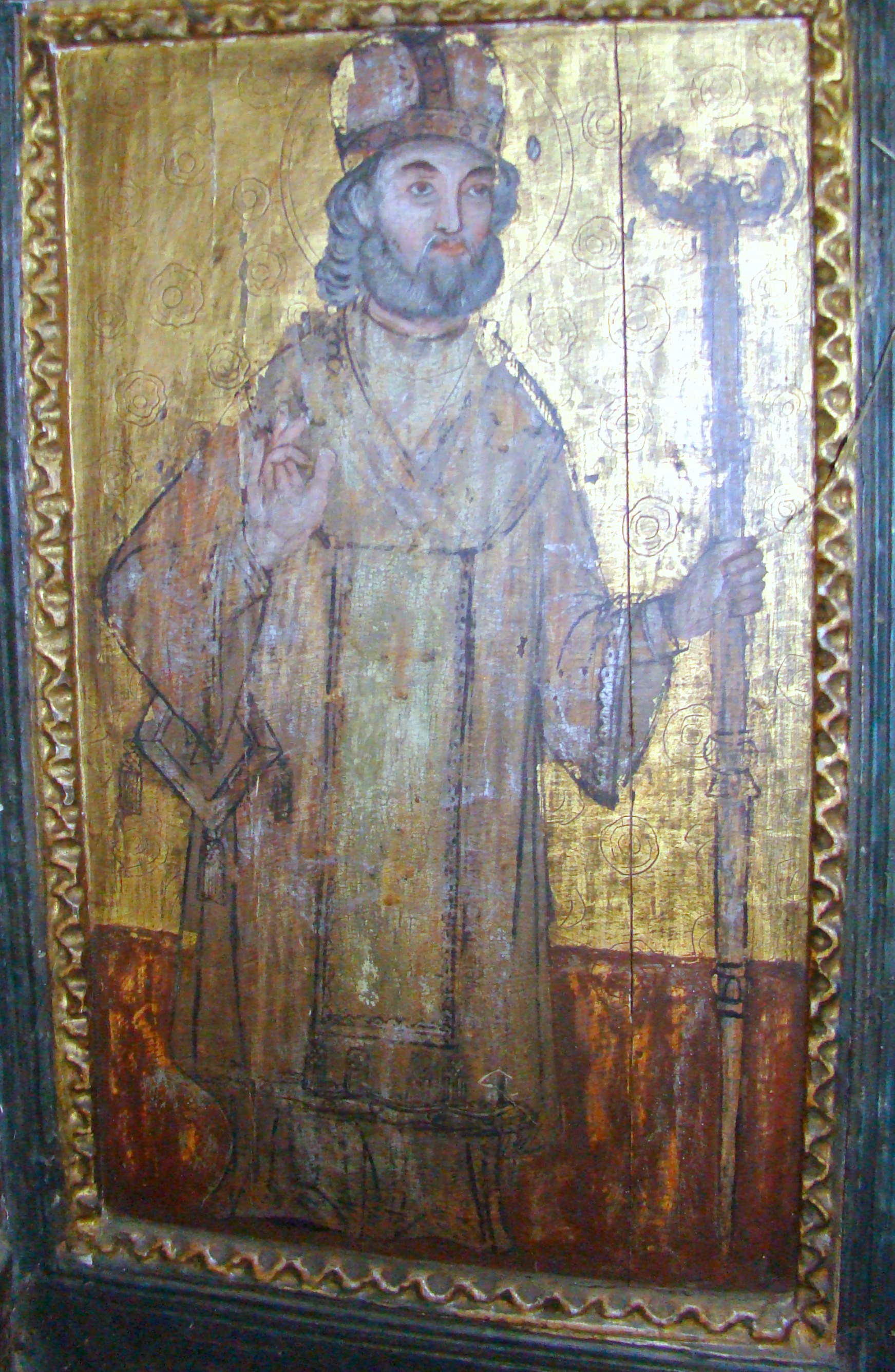
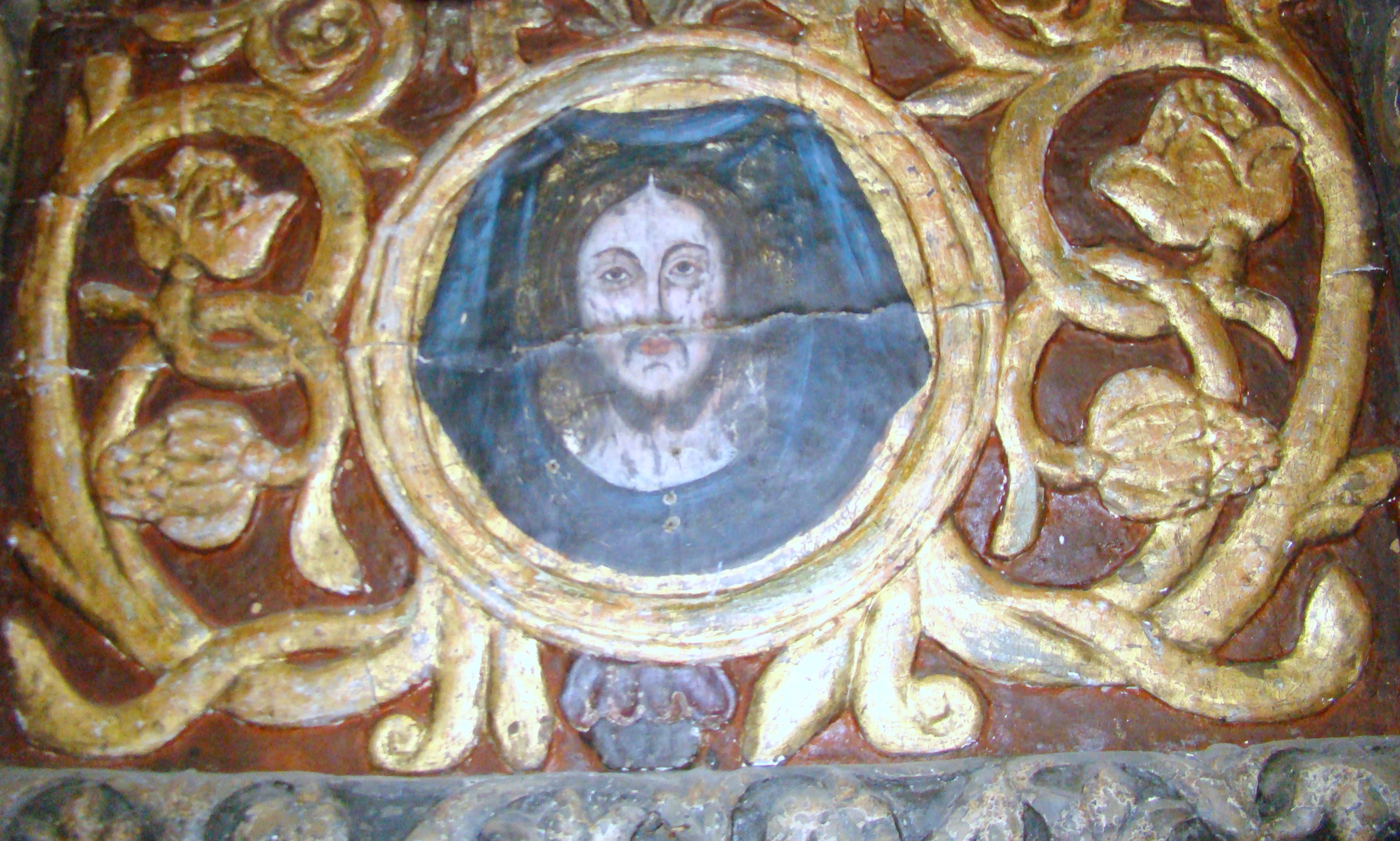
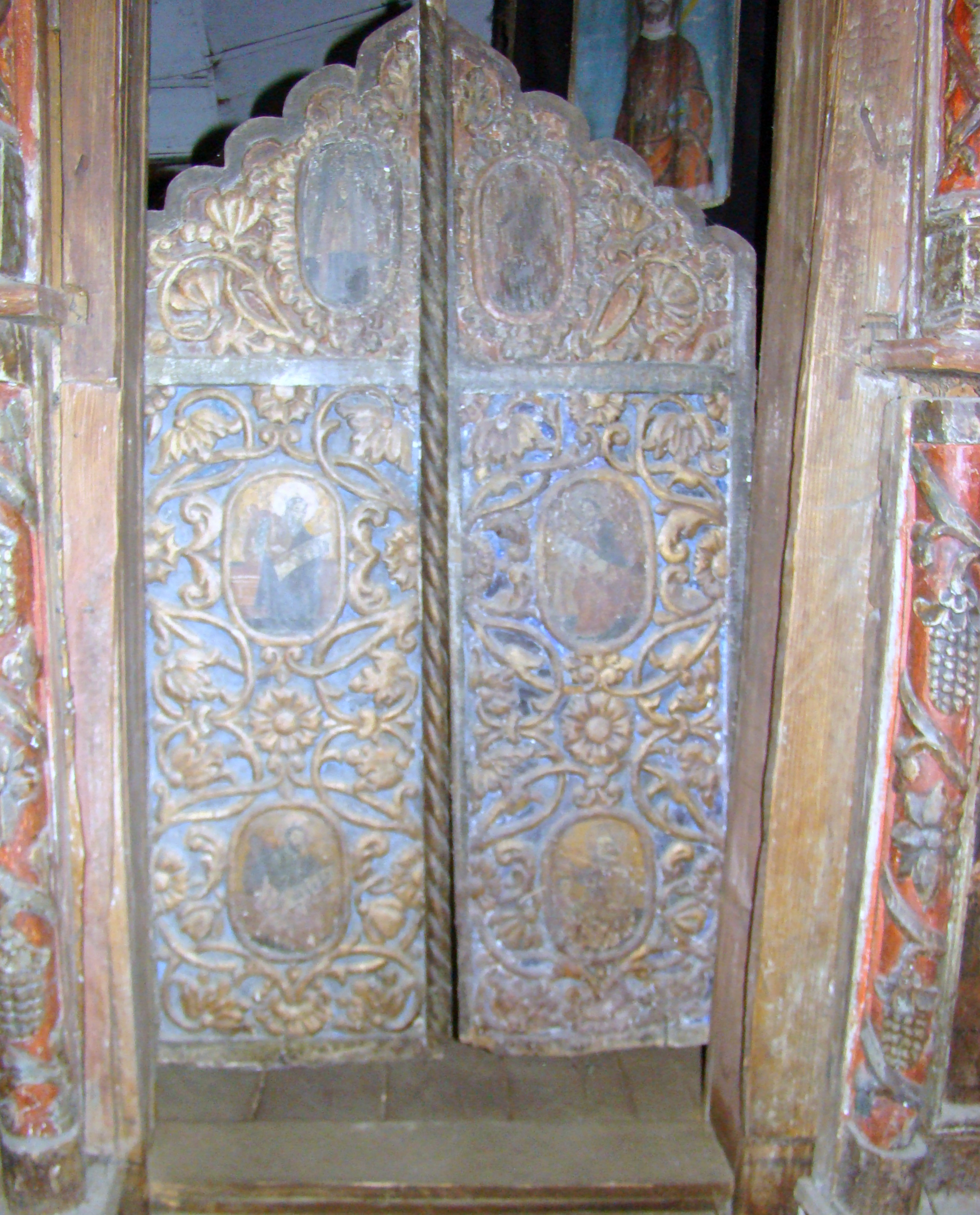
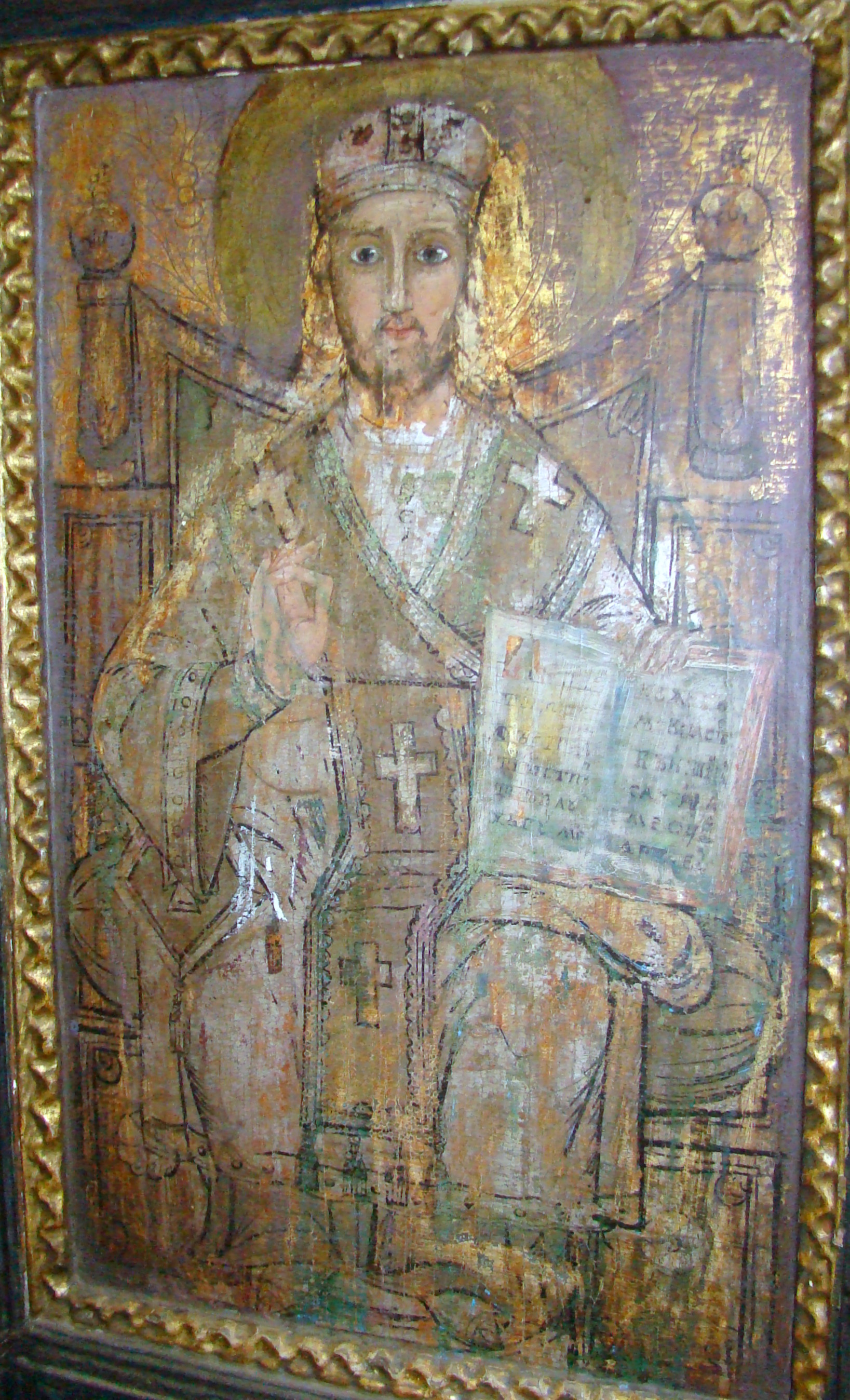
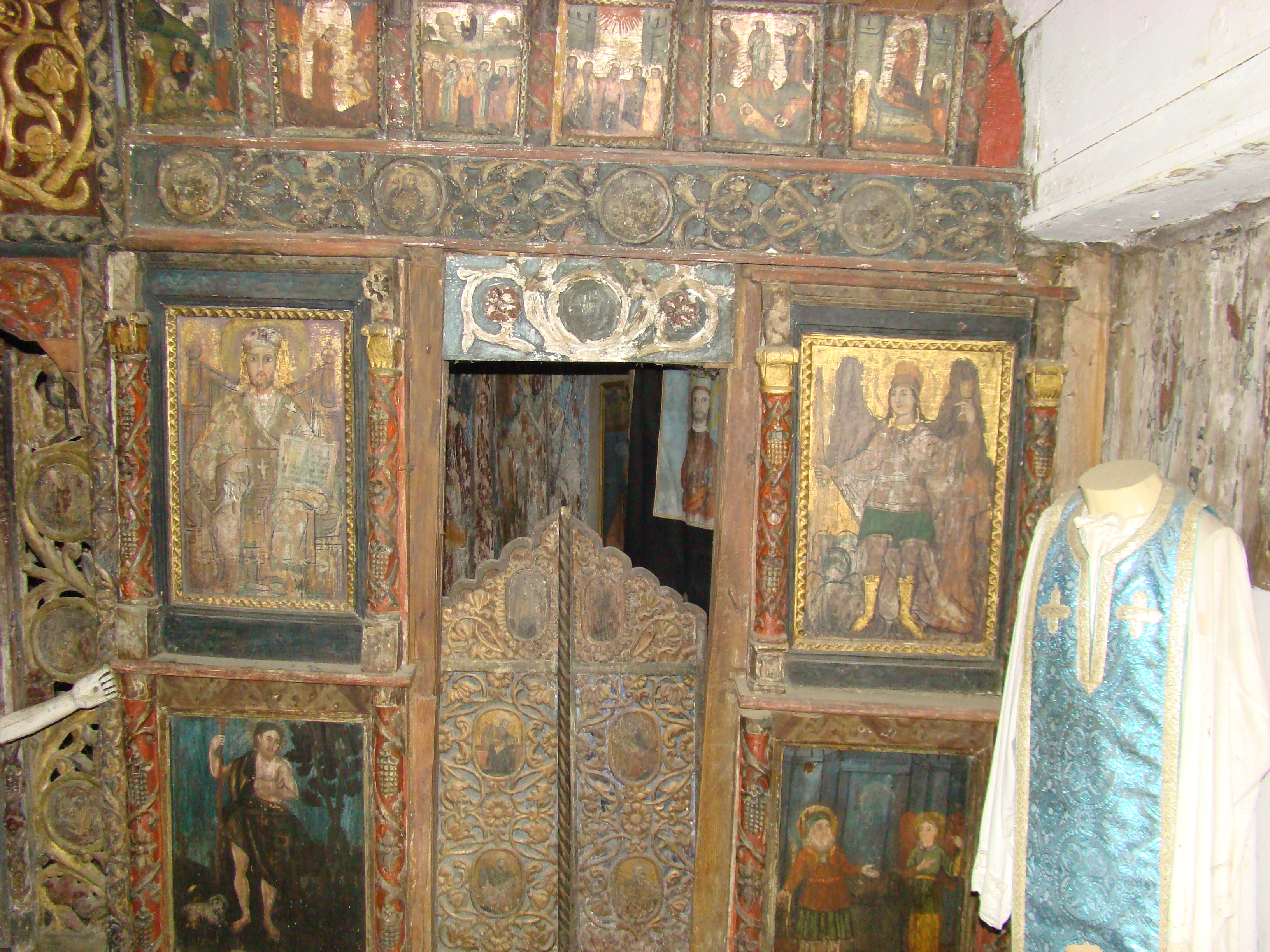
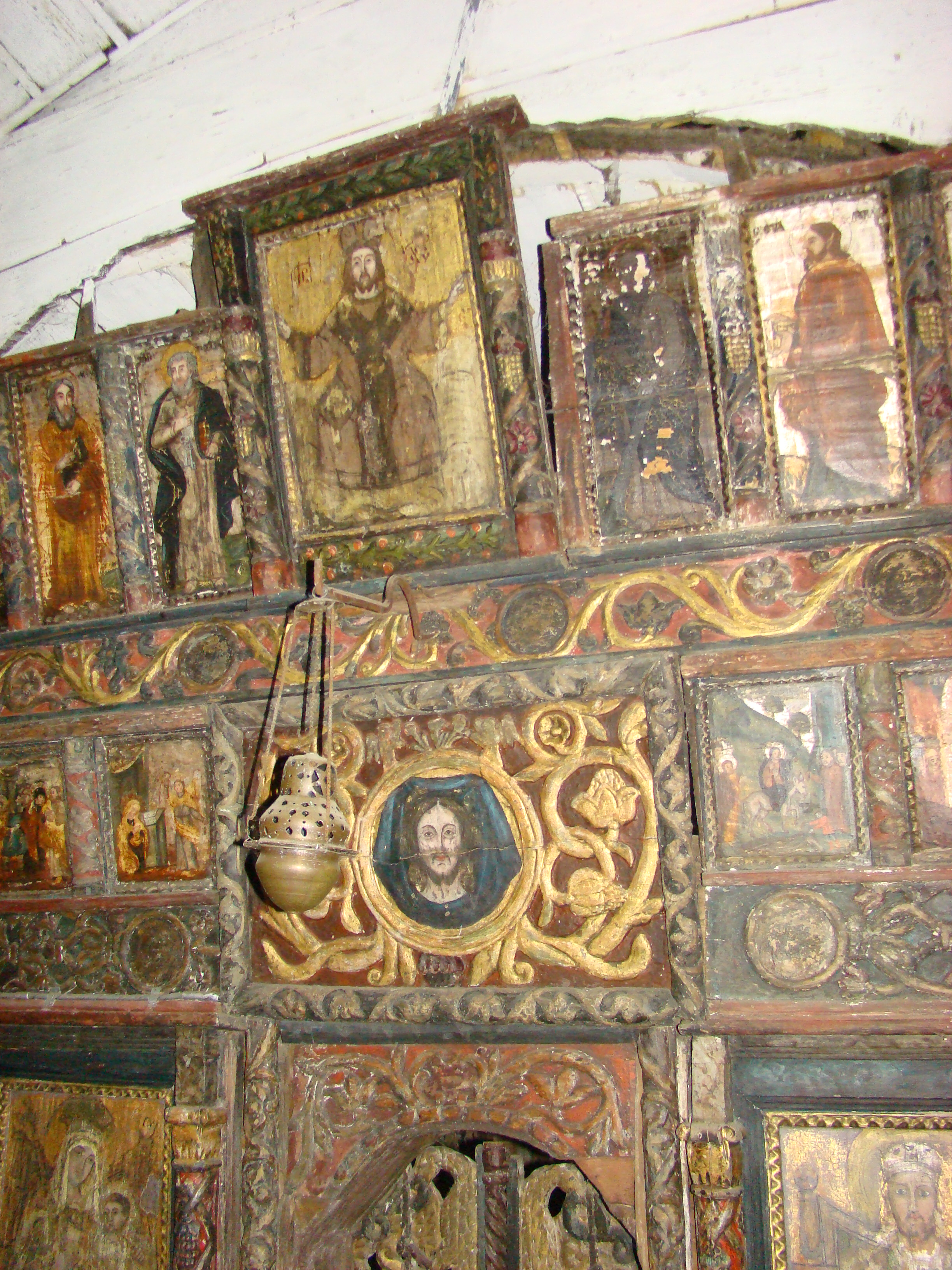
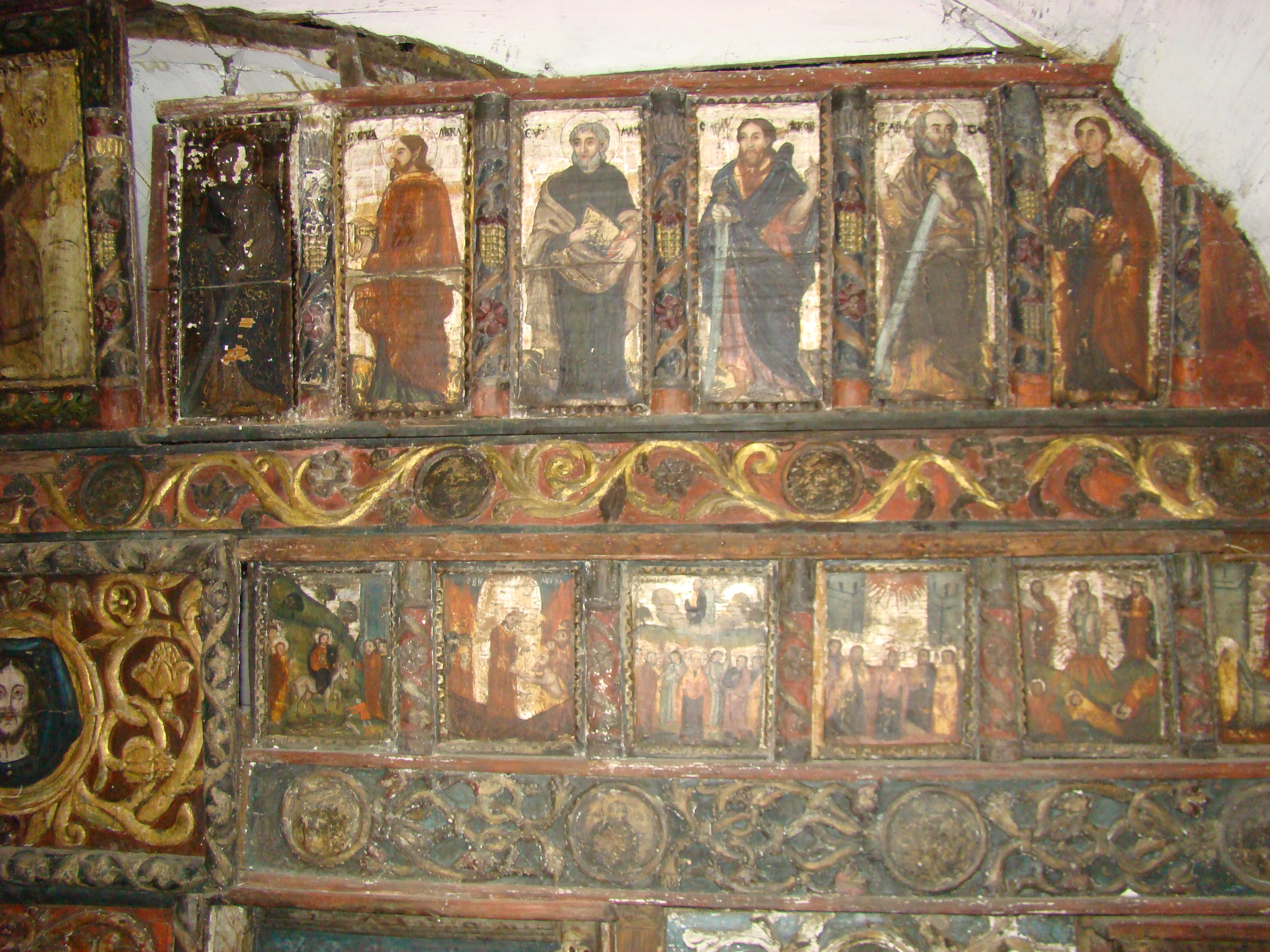
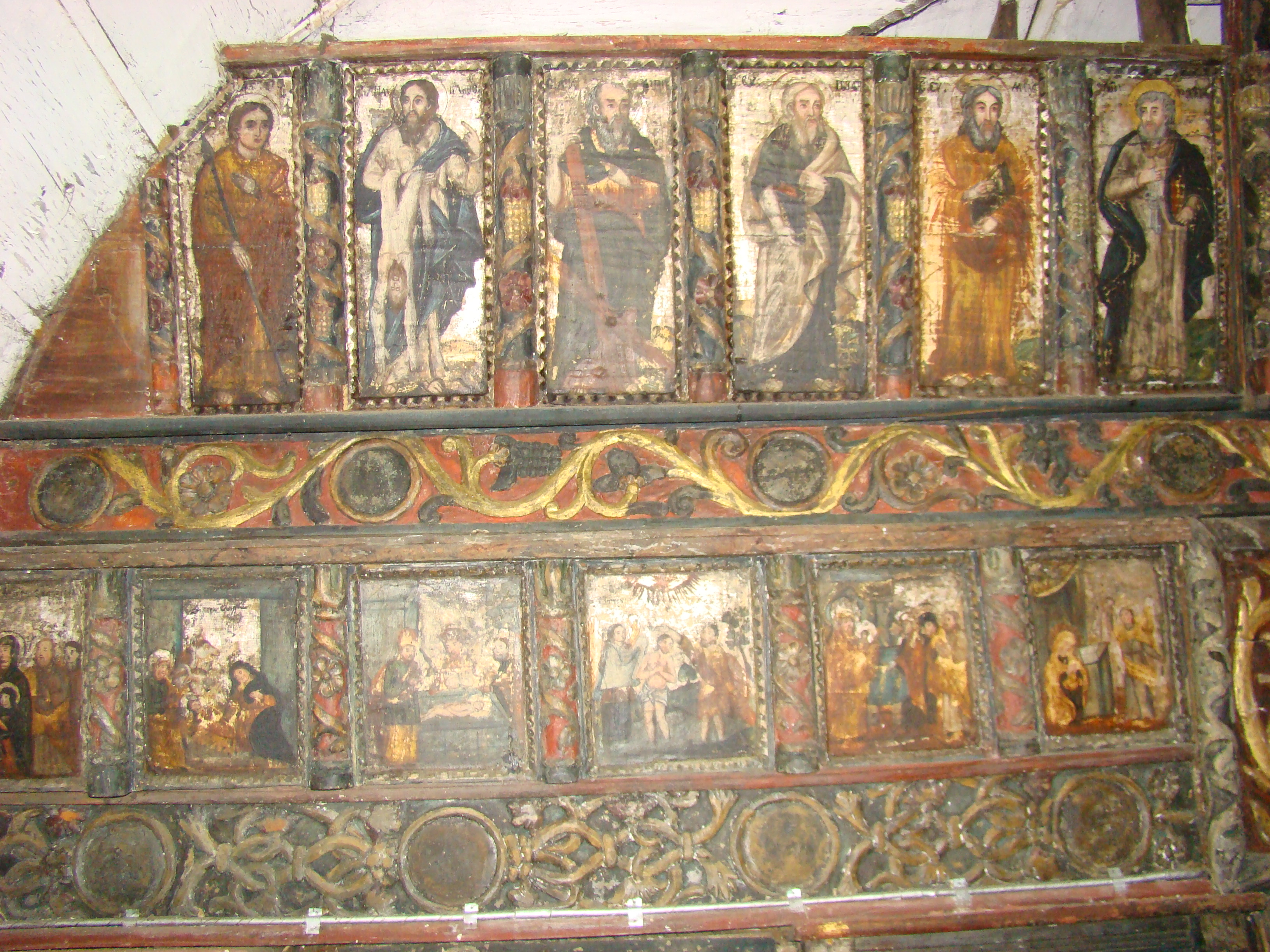
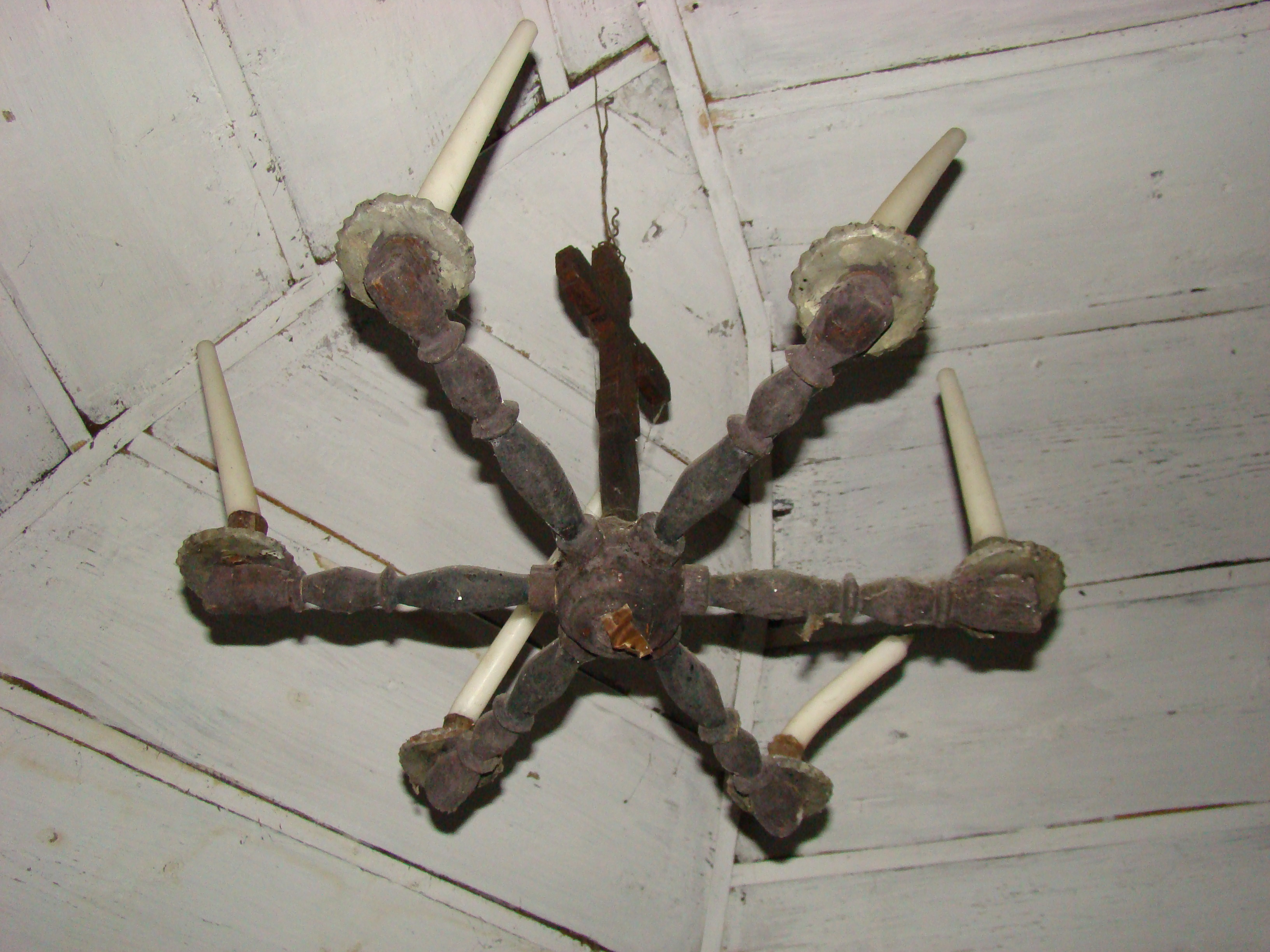
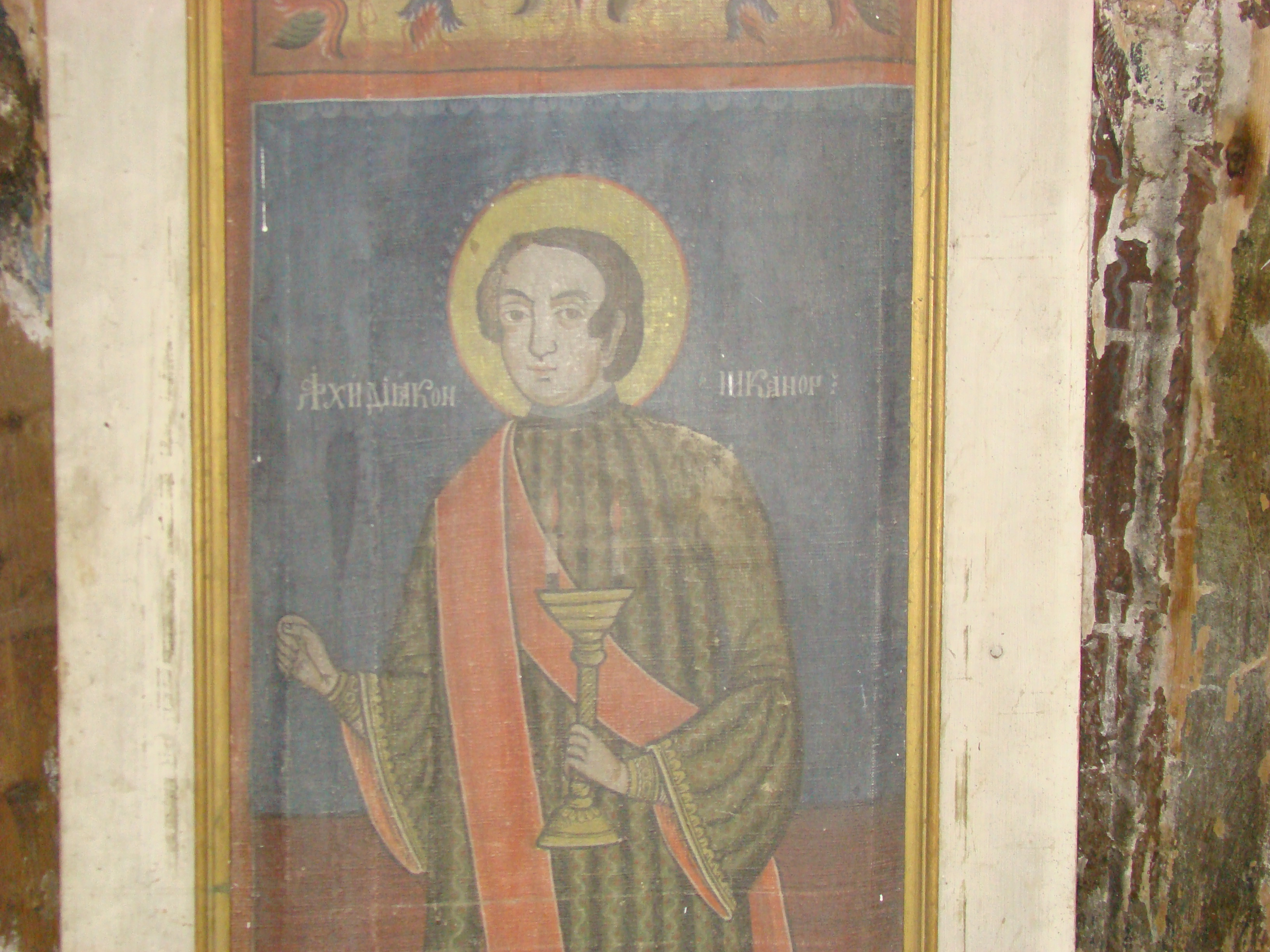
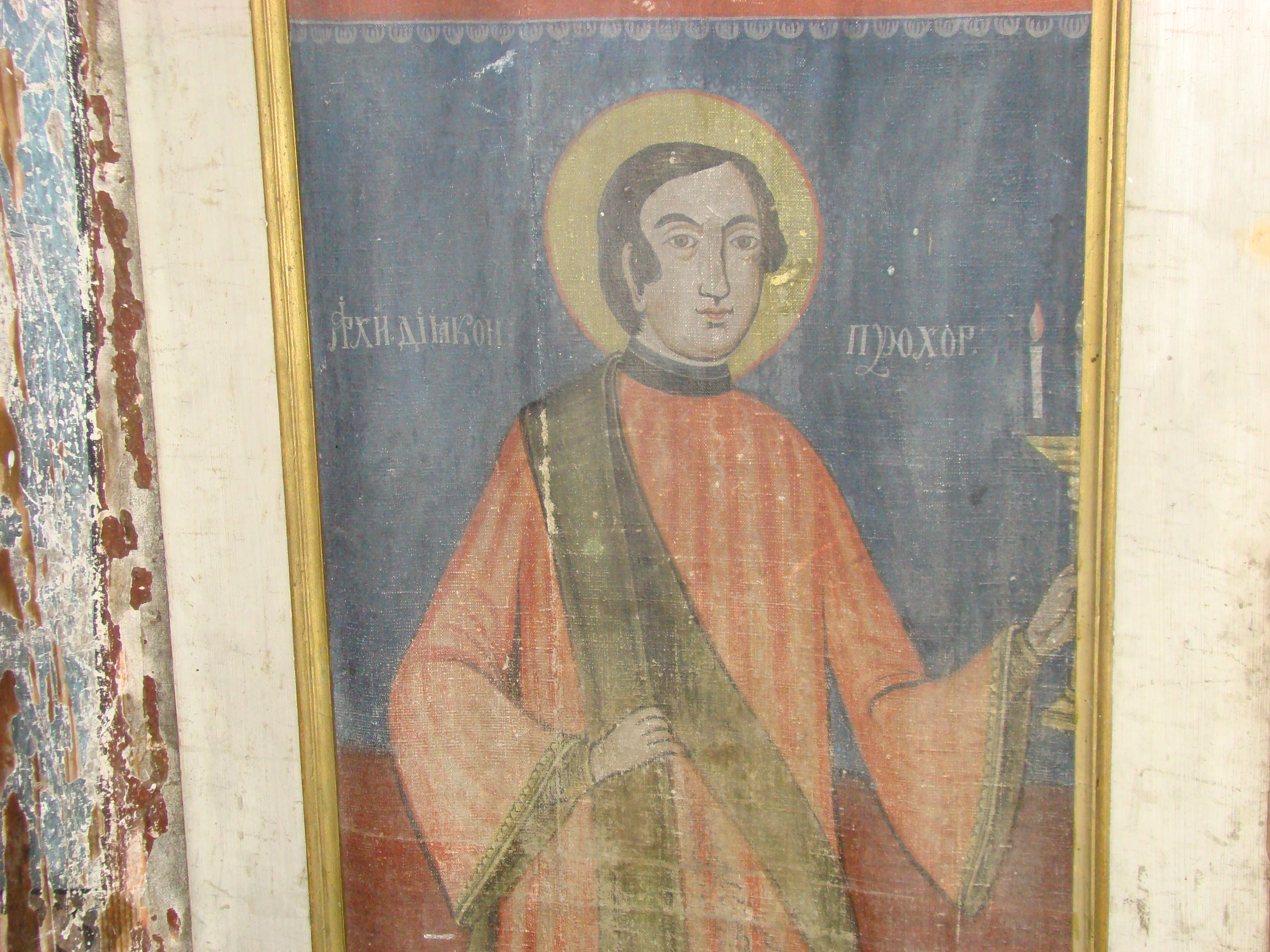
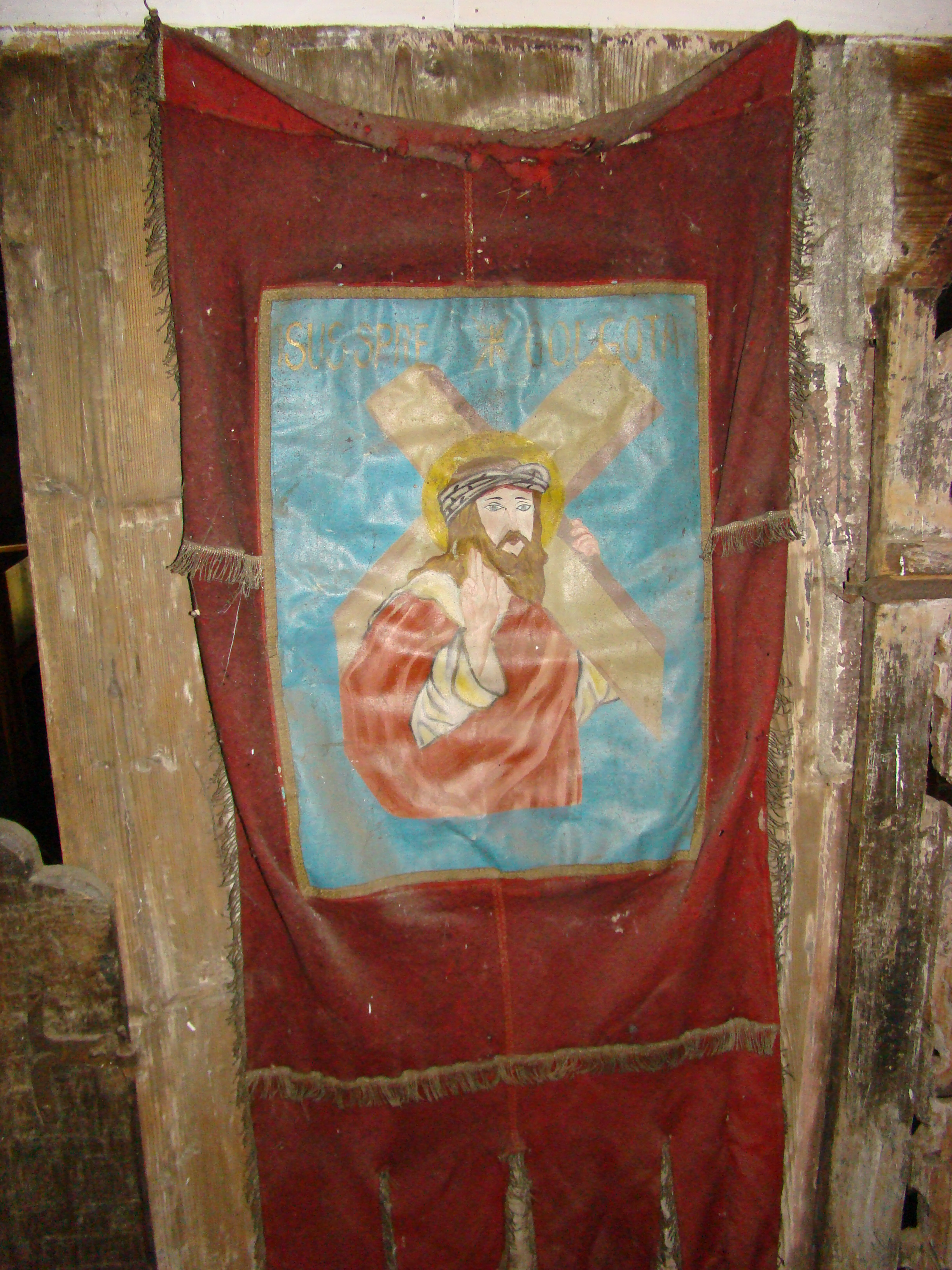
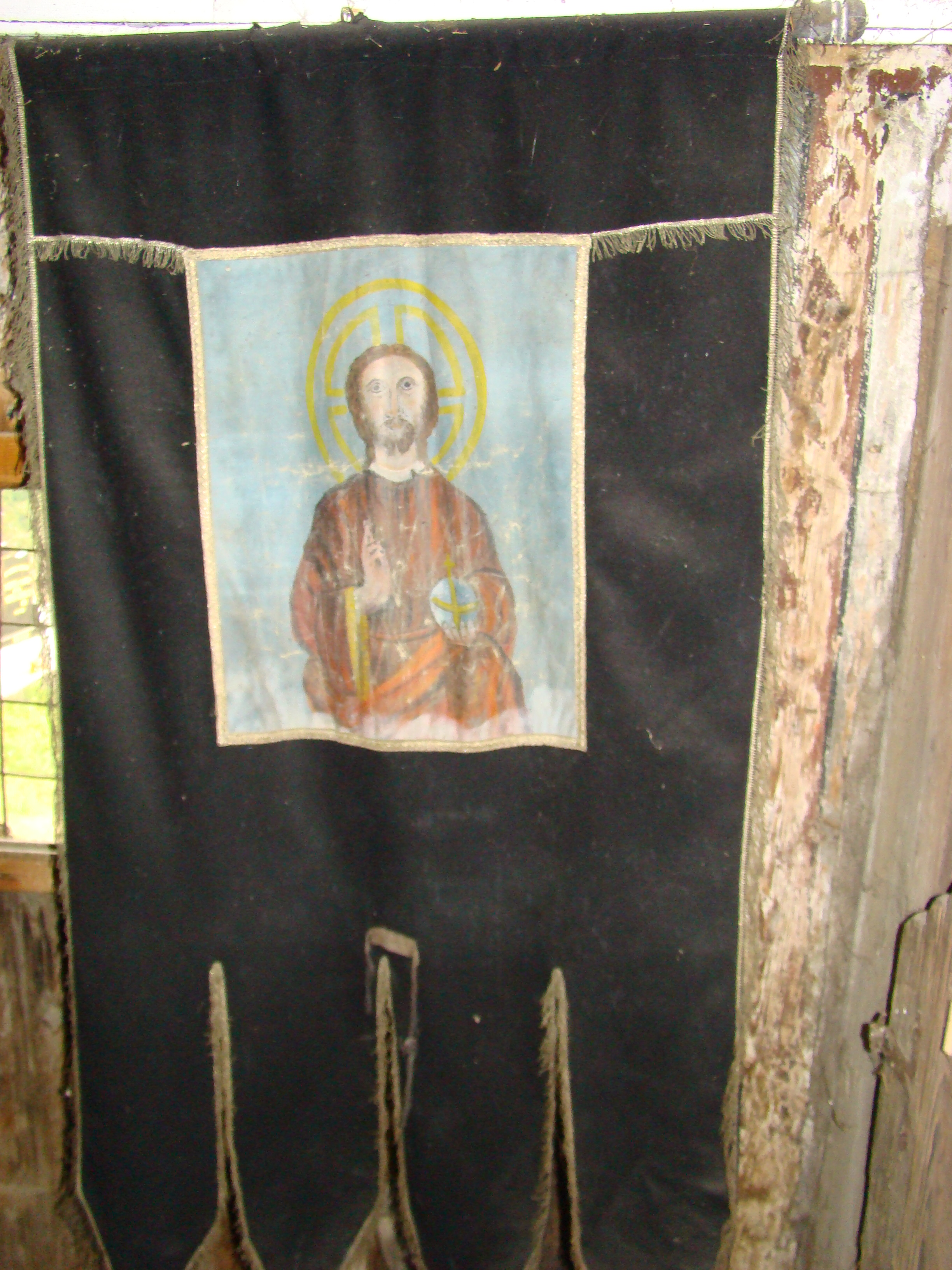
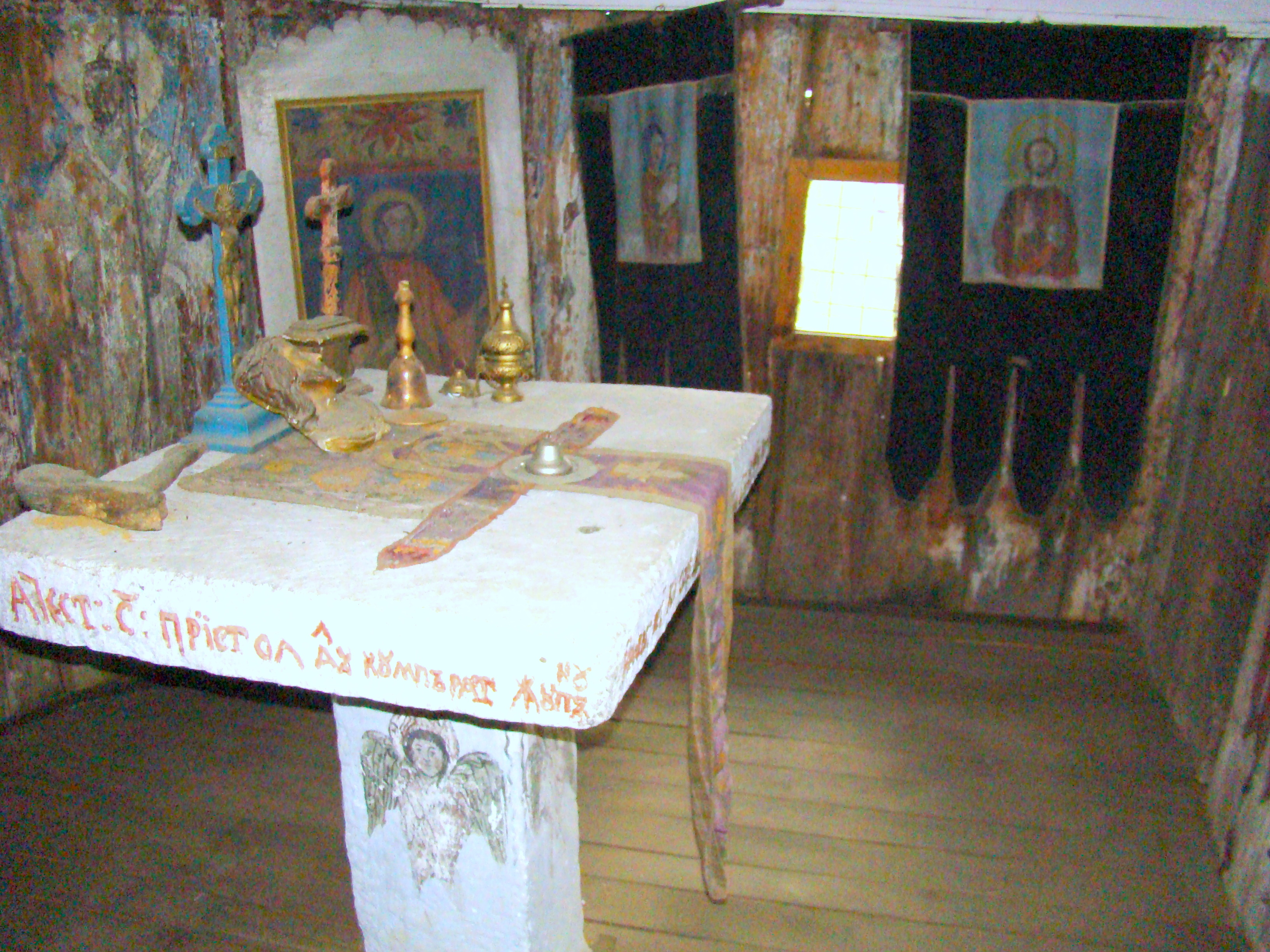
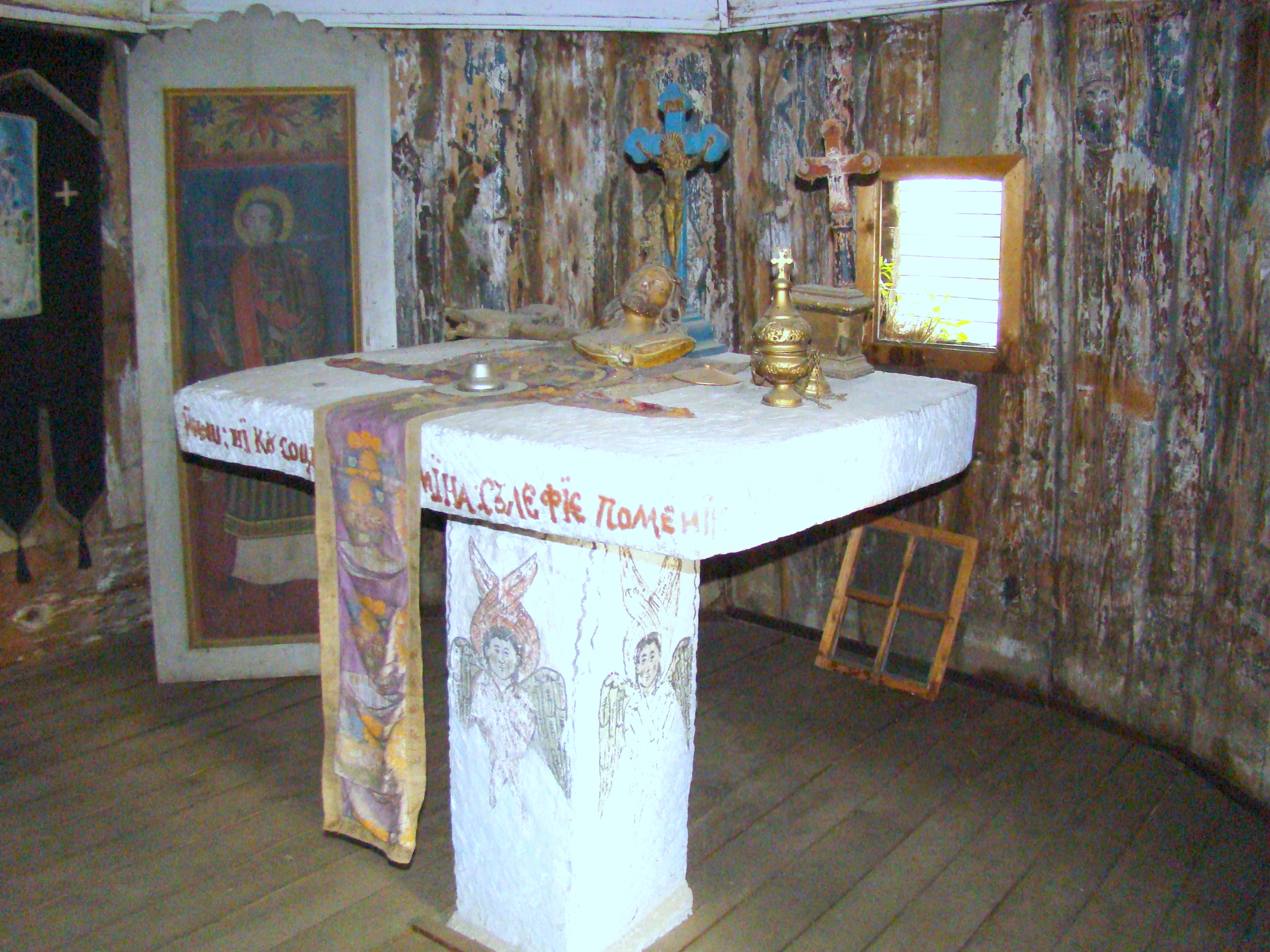
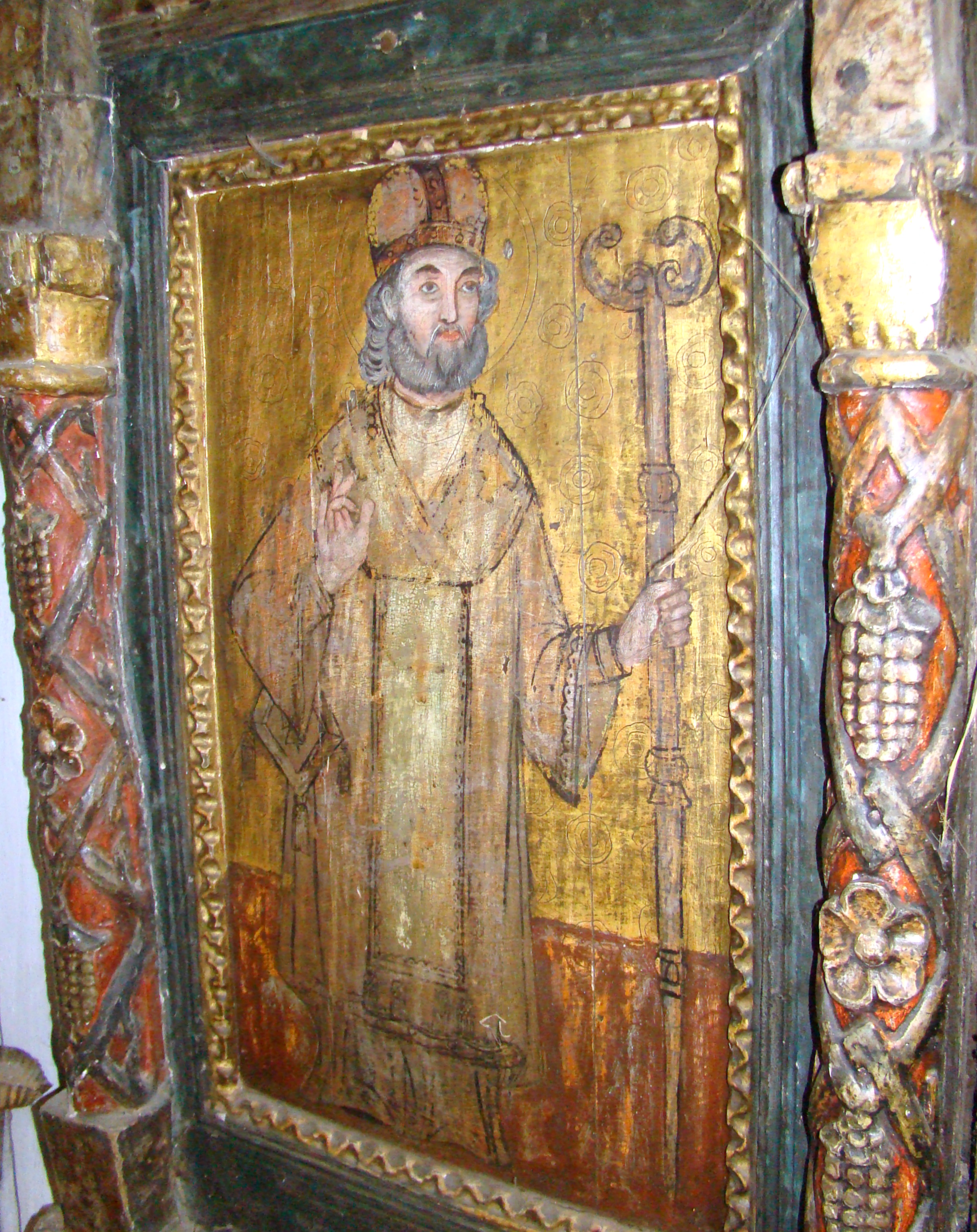
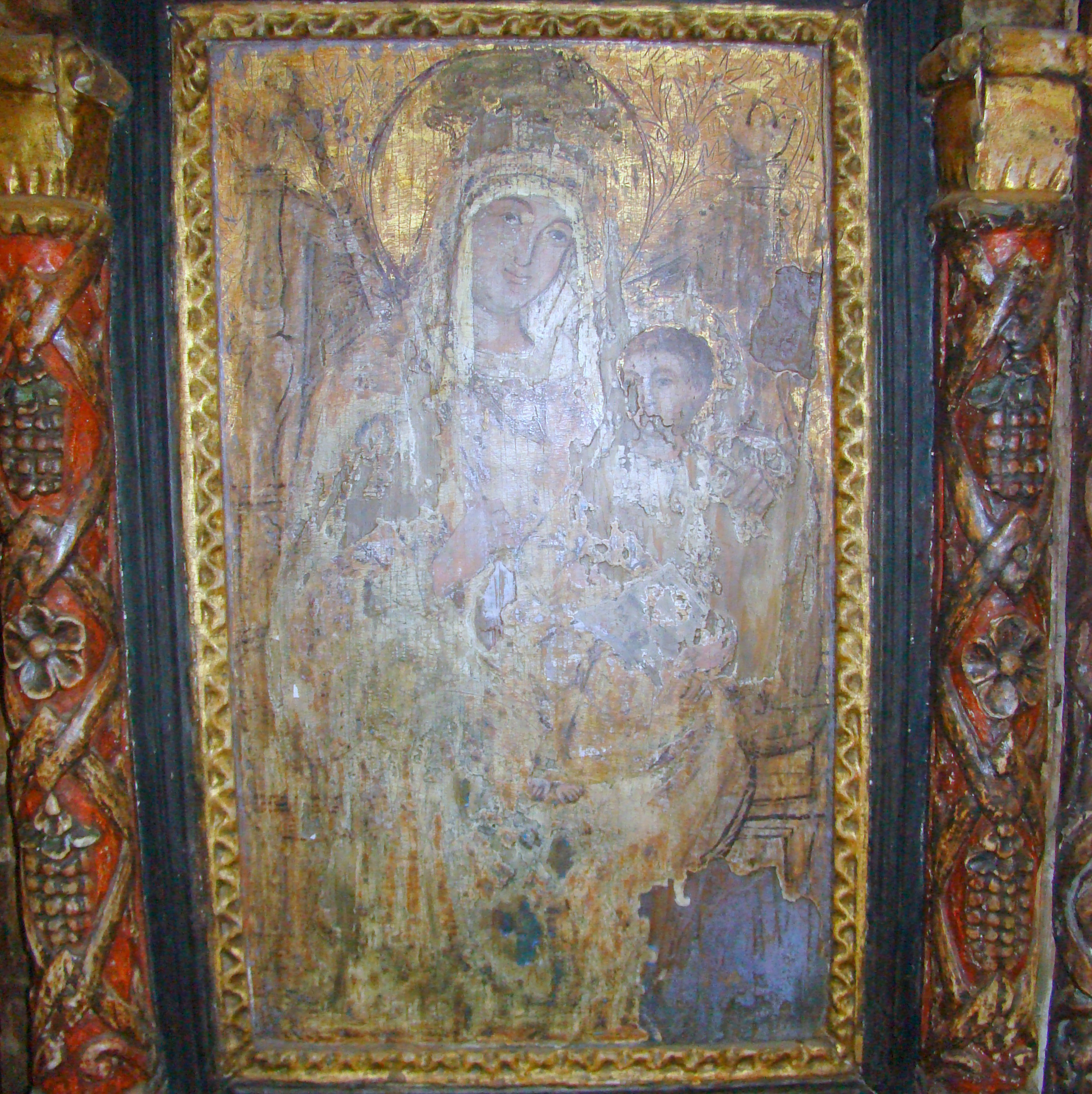
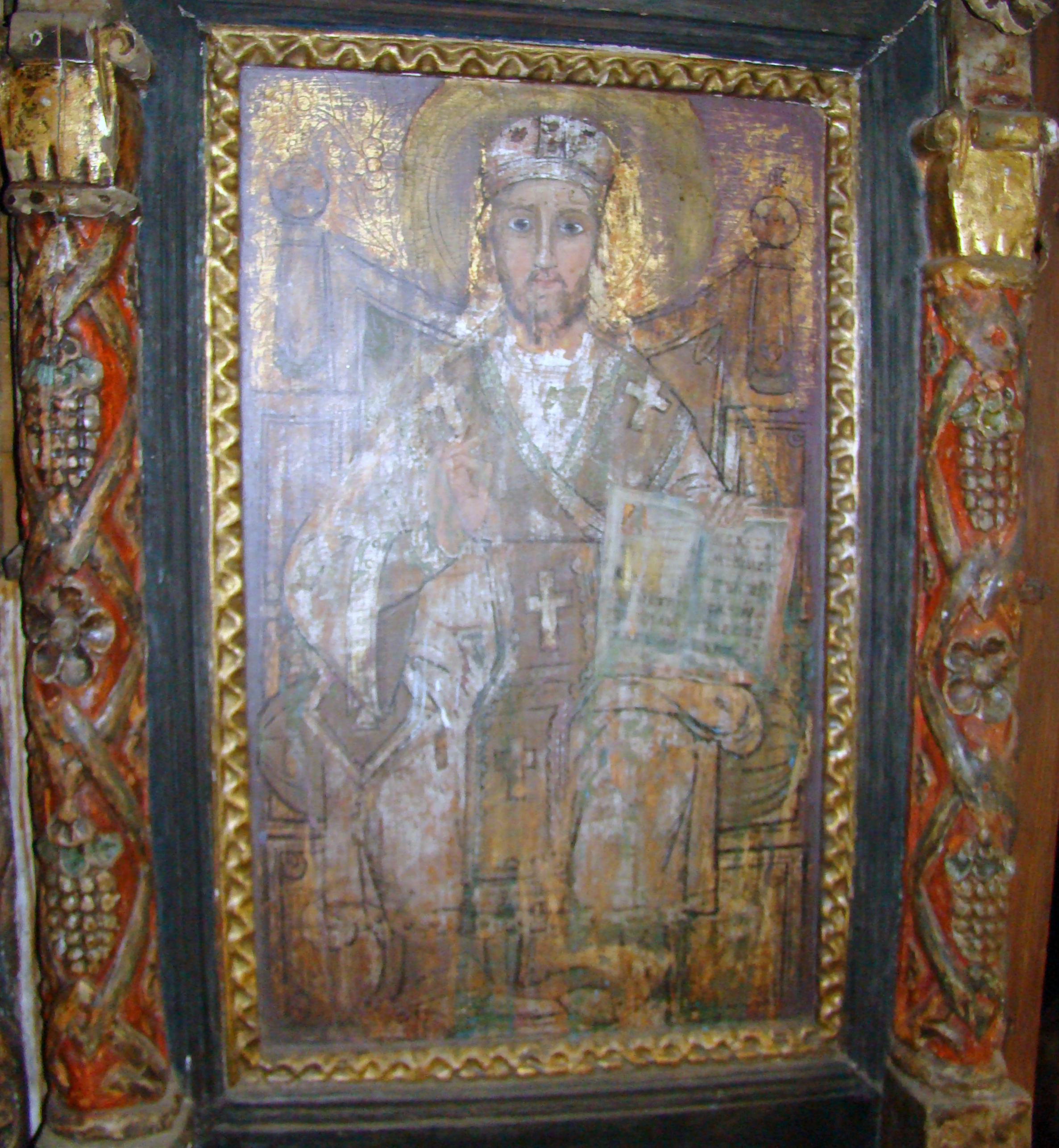
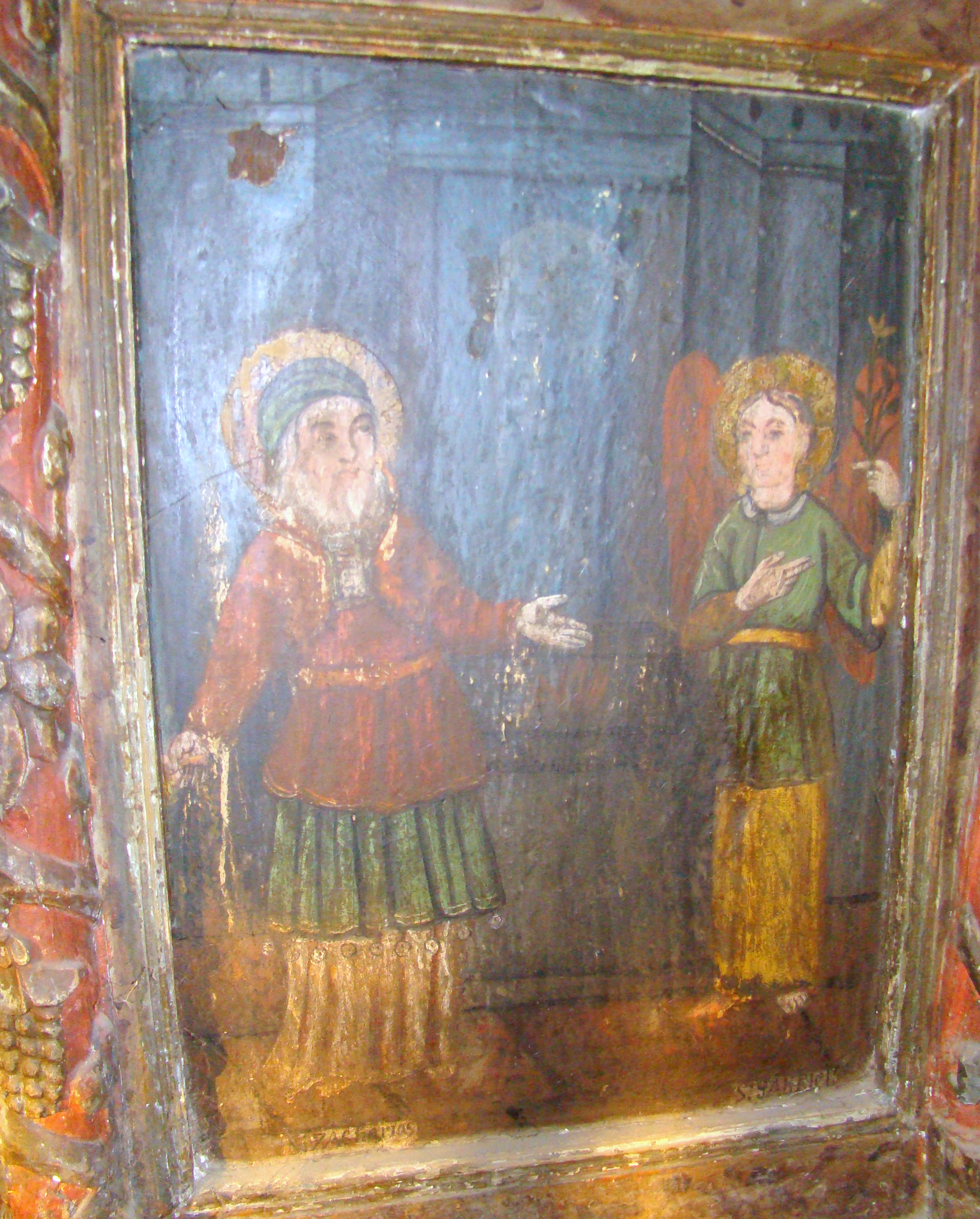

## Imagini din exterior

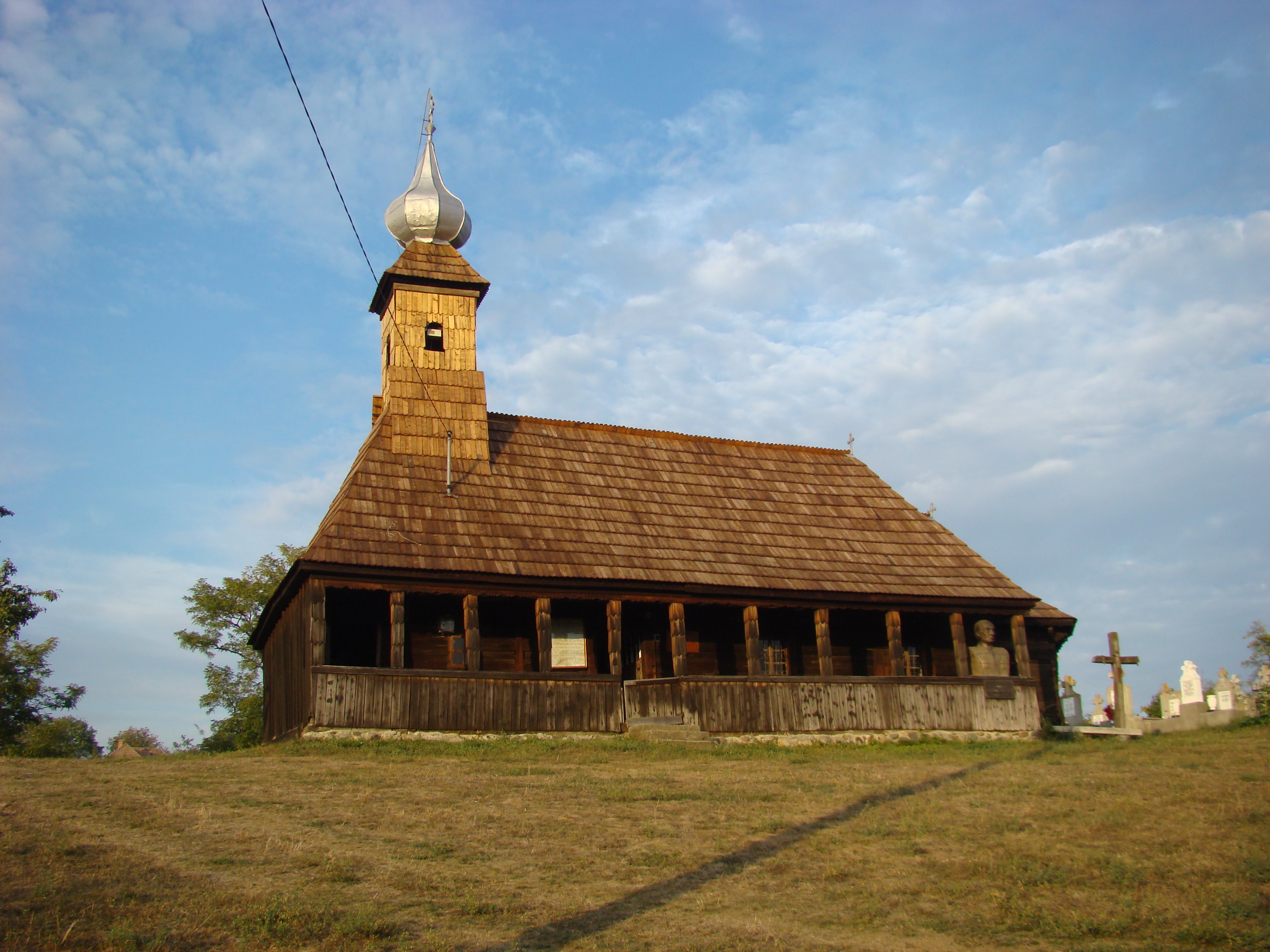
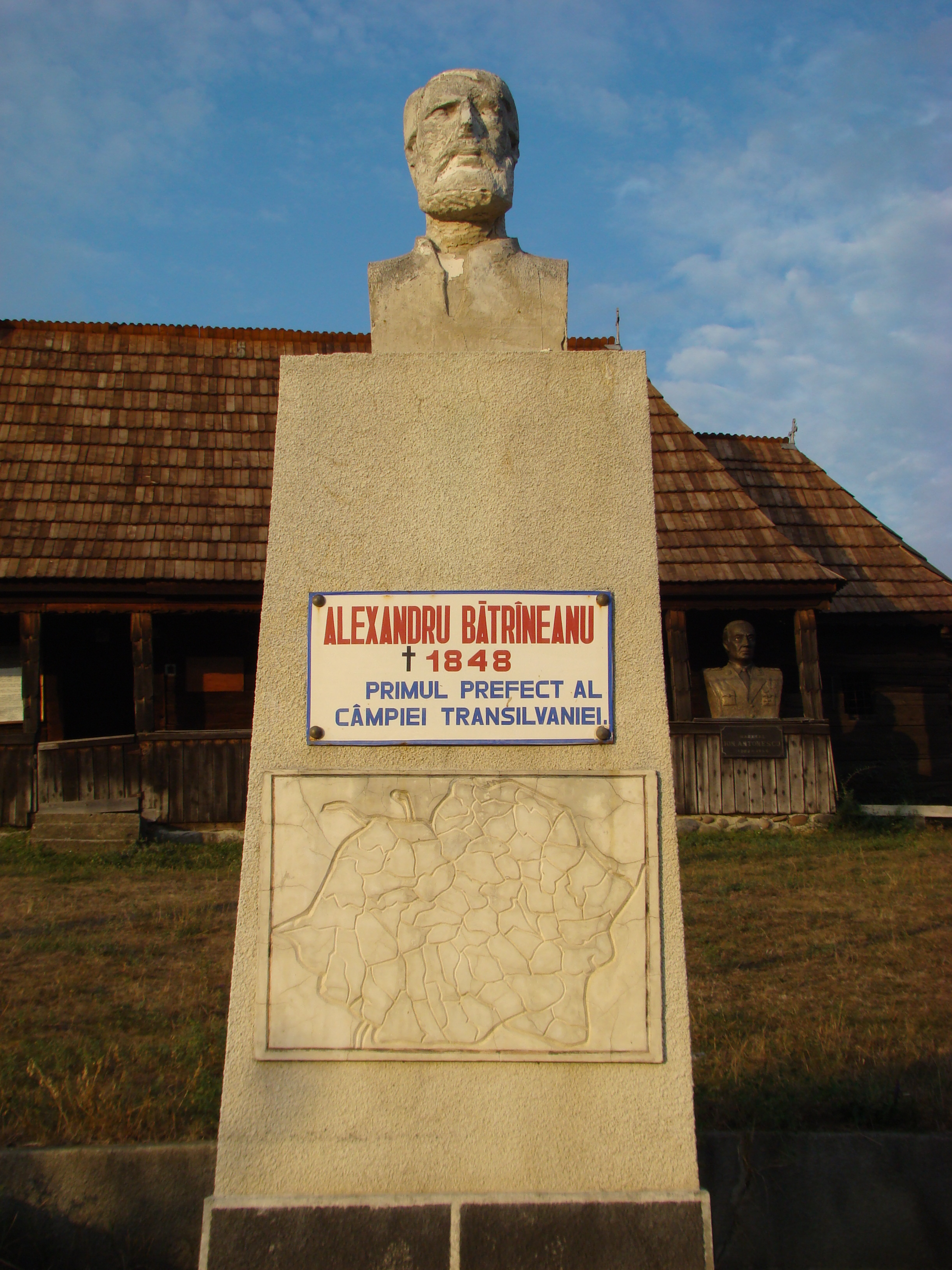
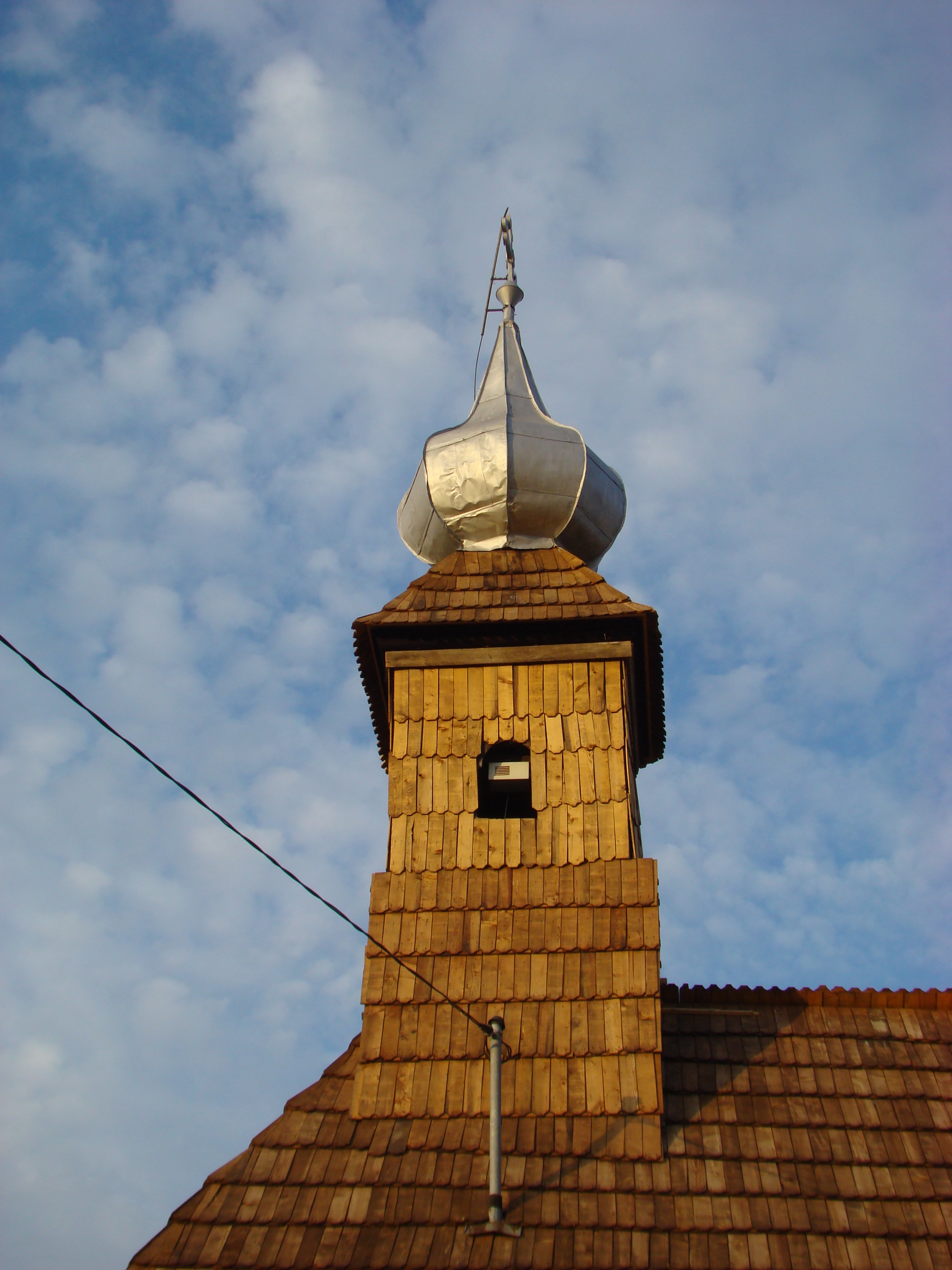
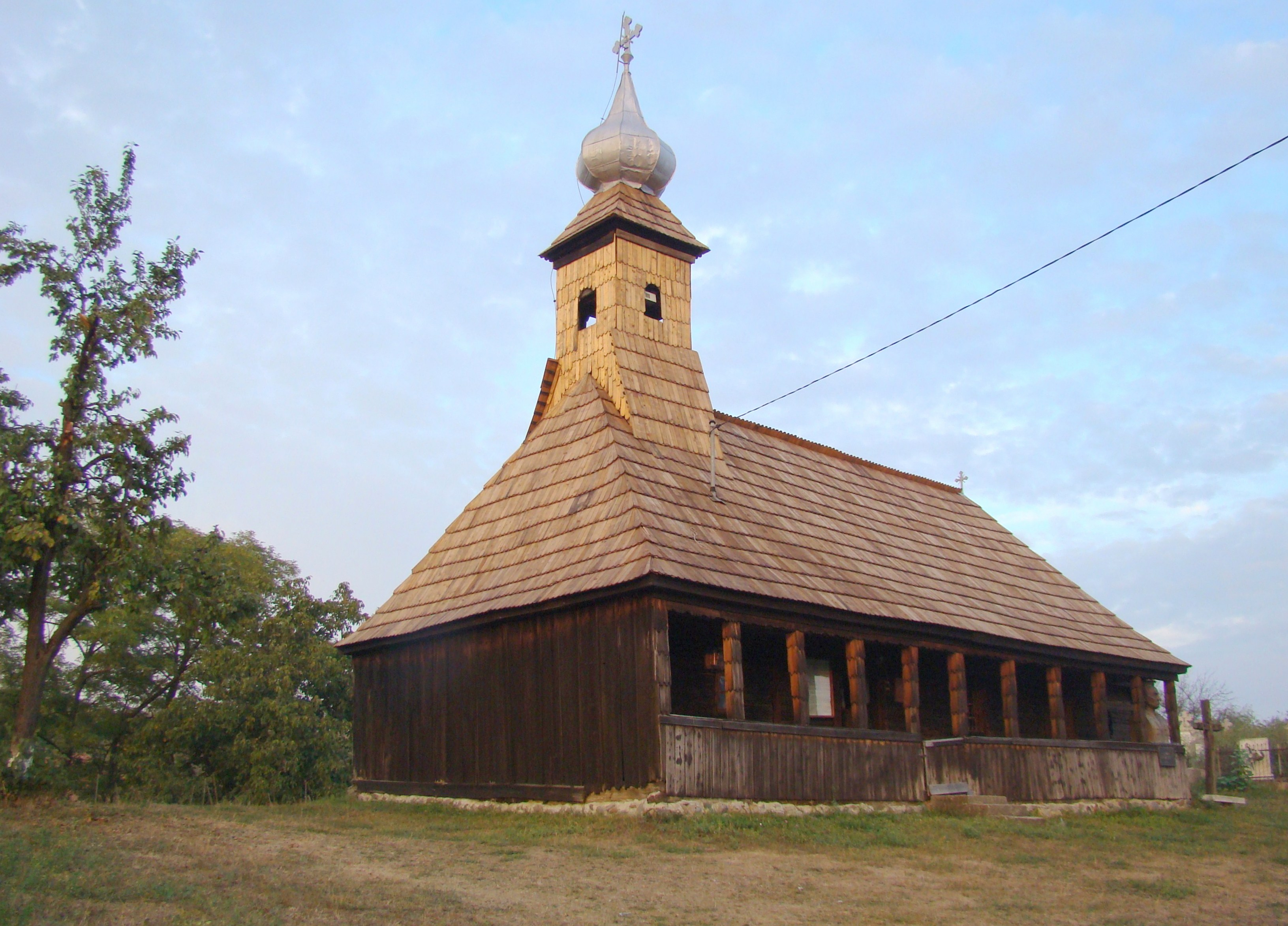
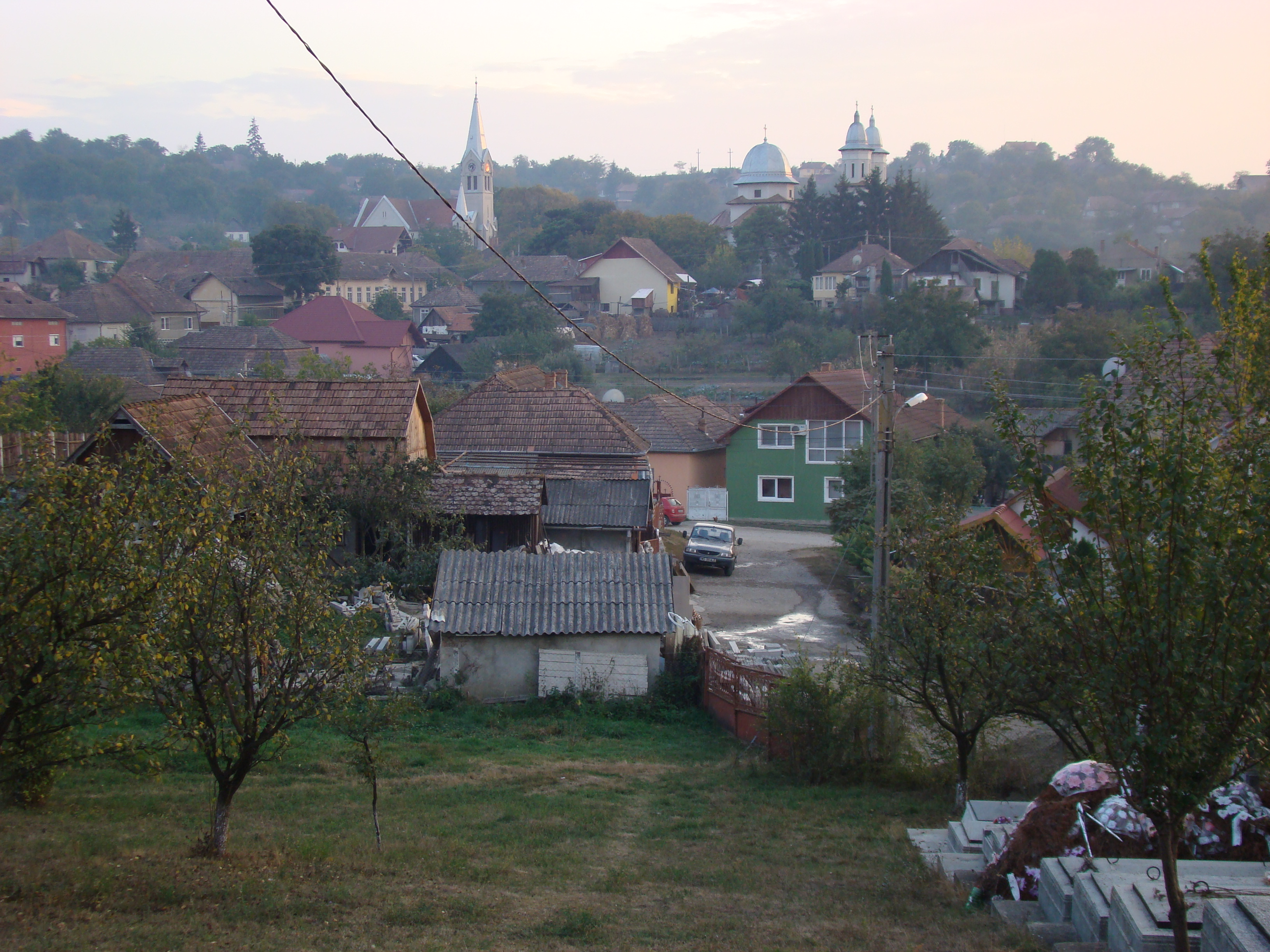
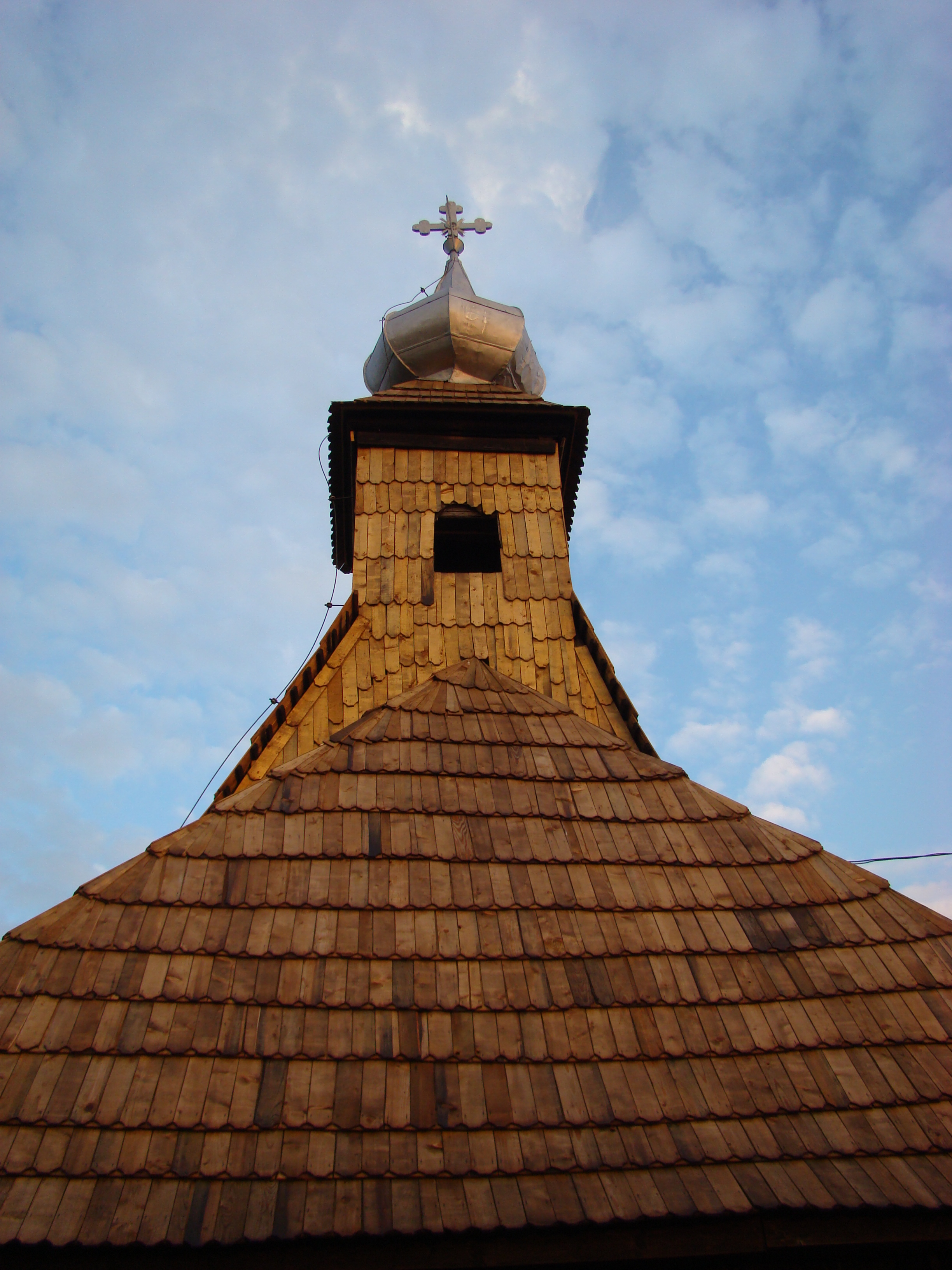
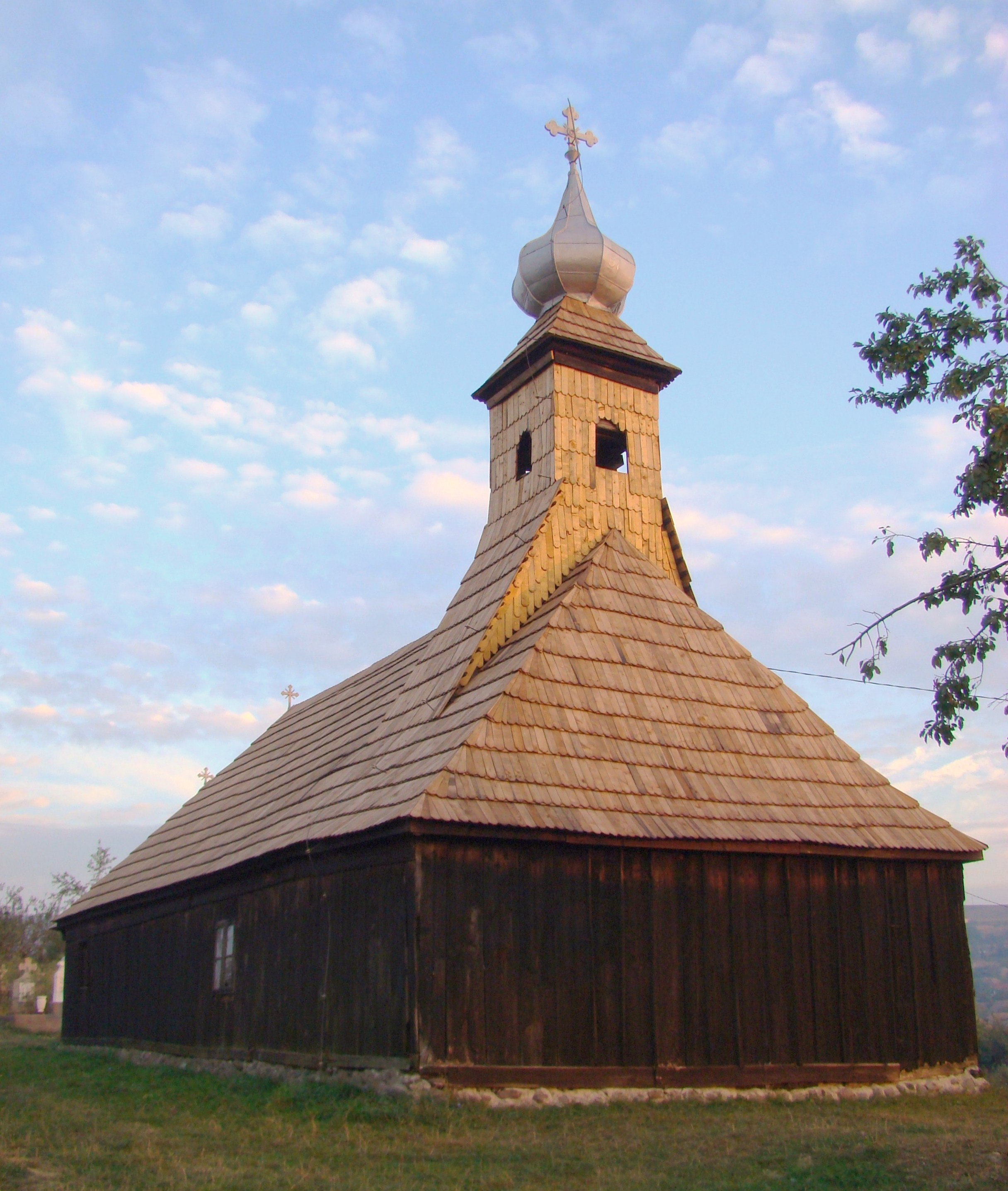
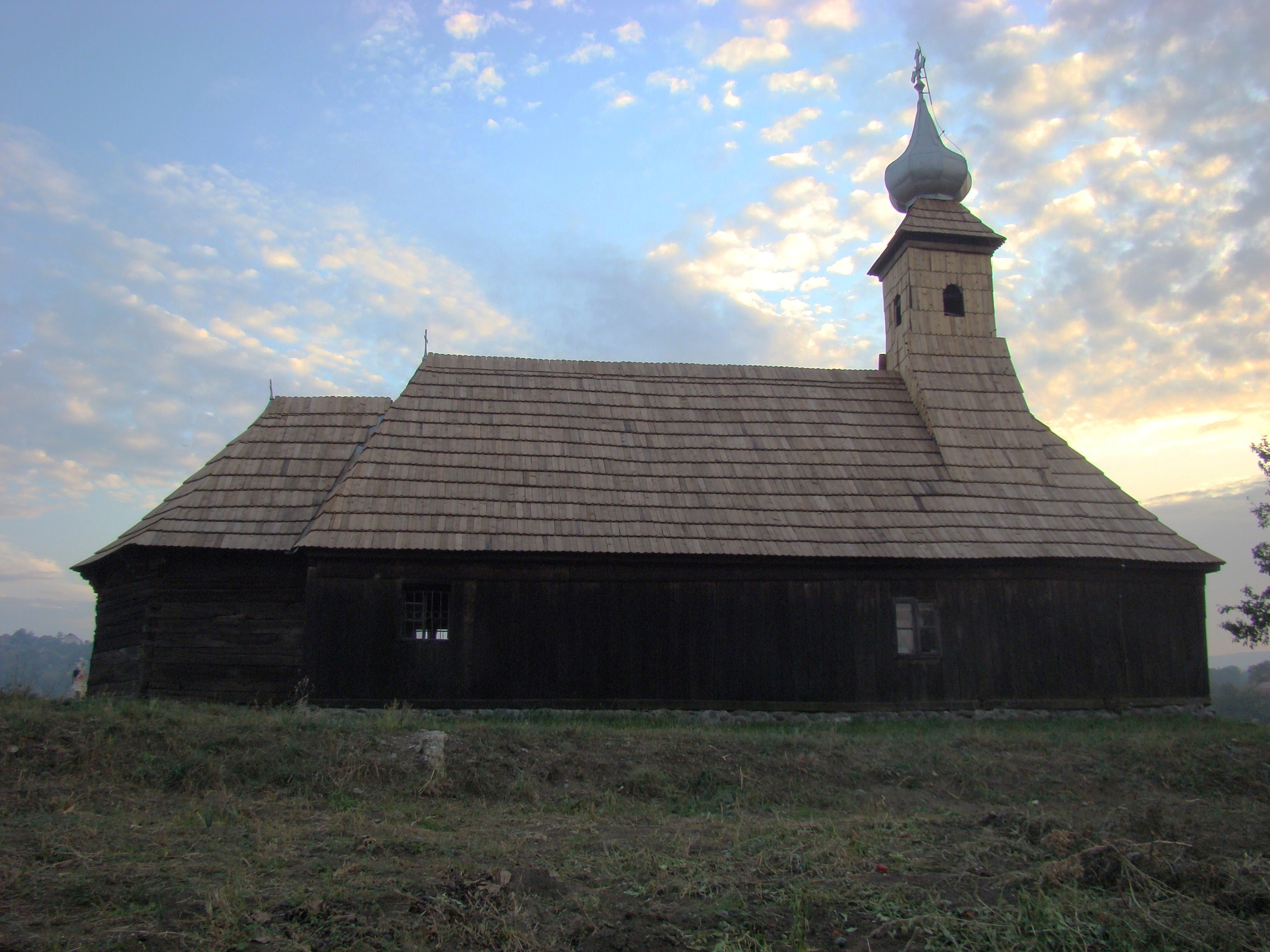
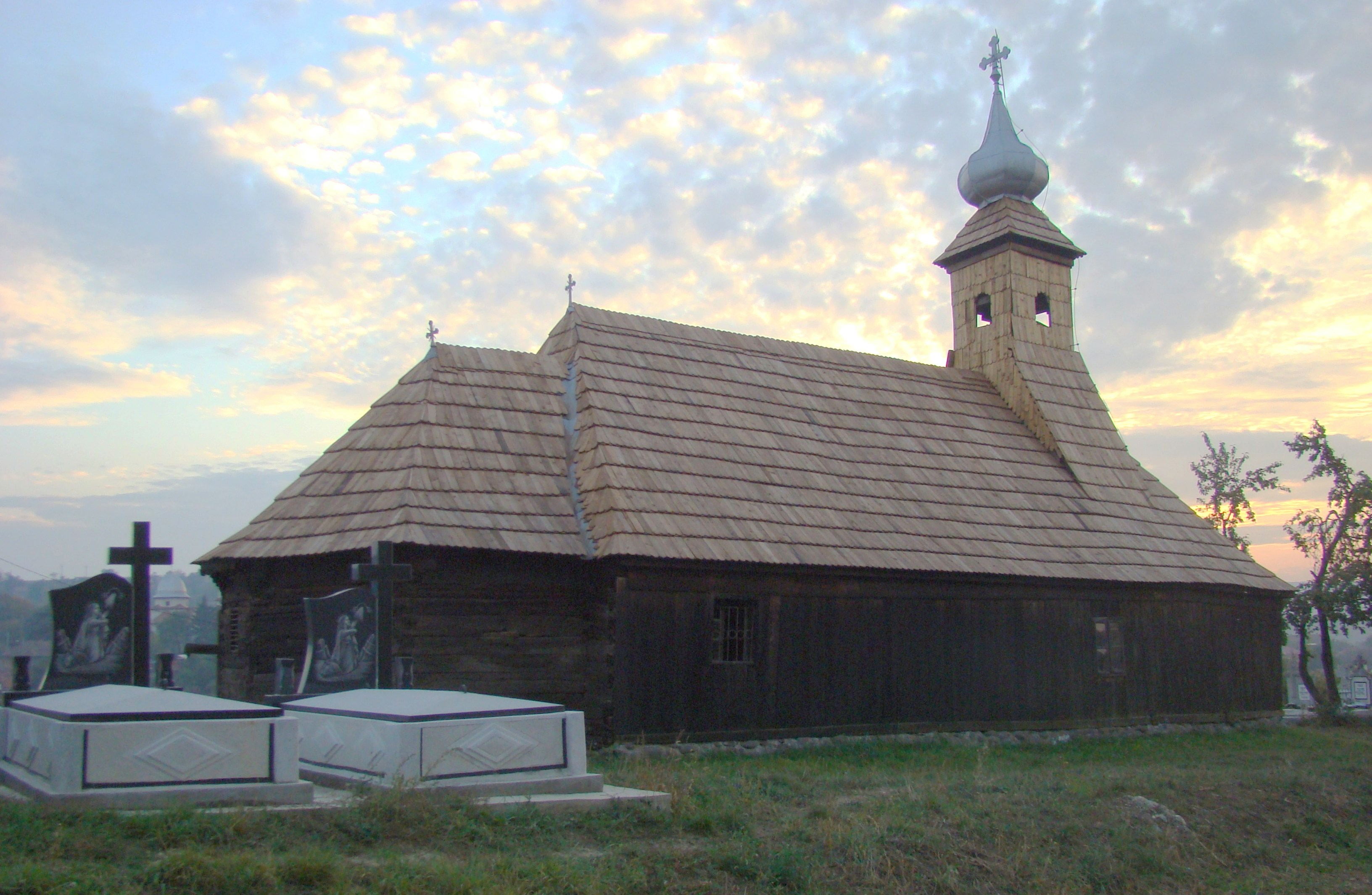
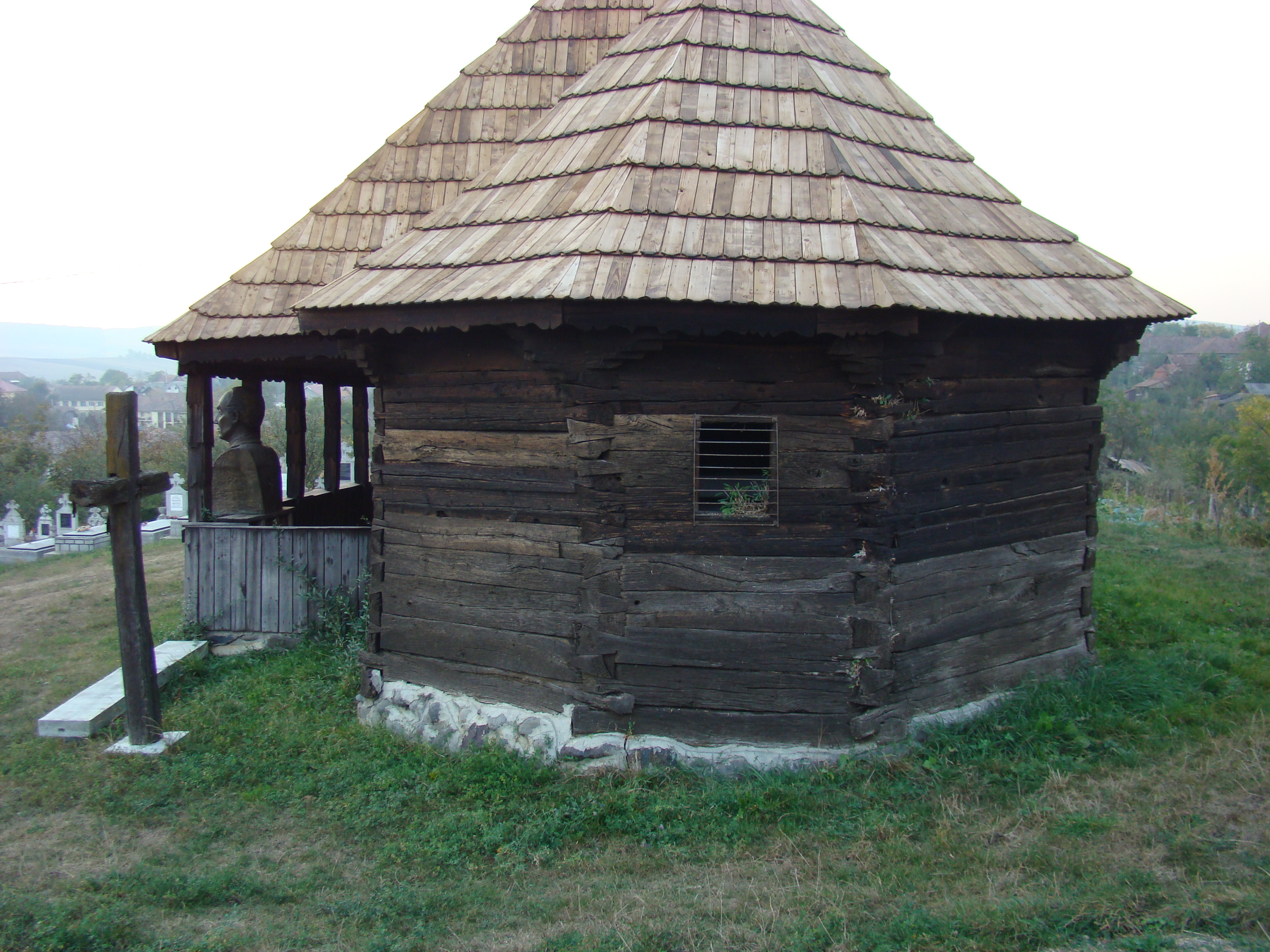
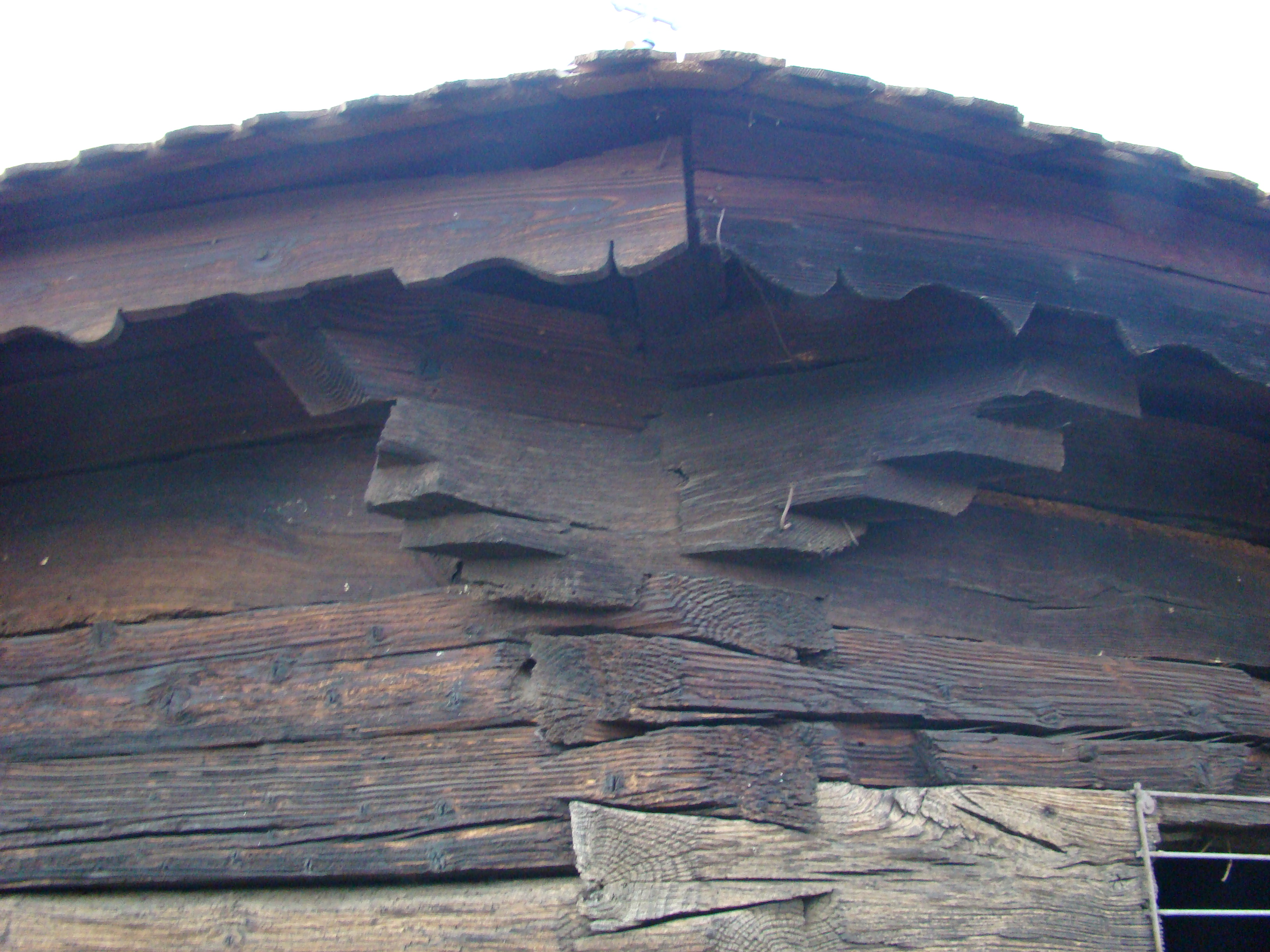
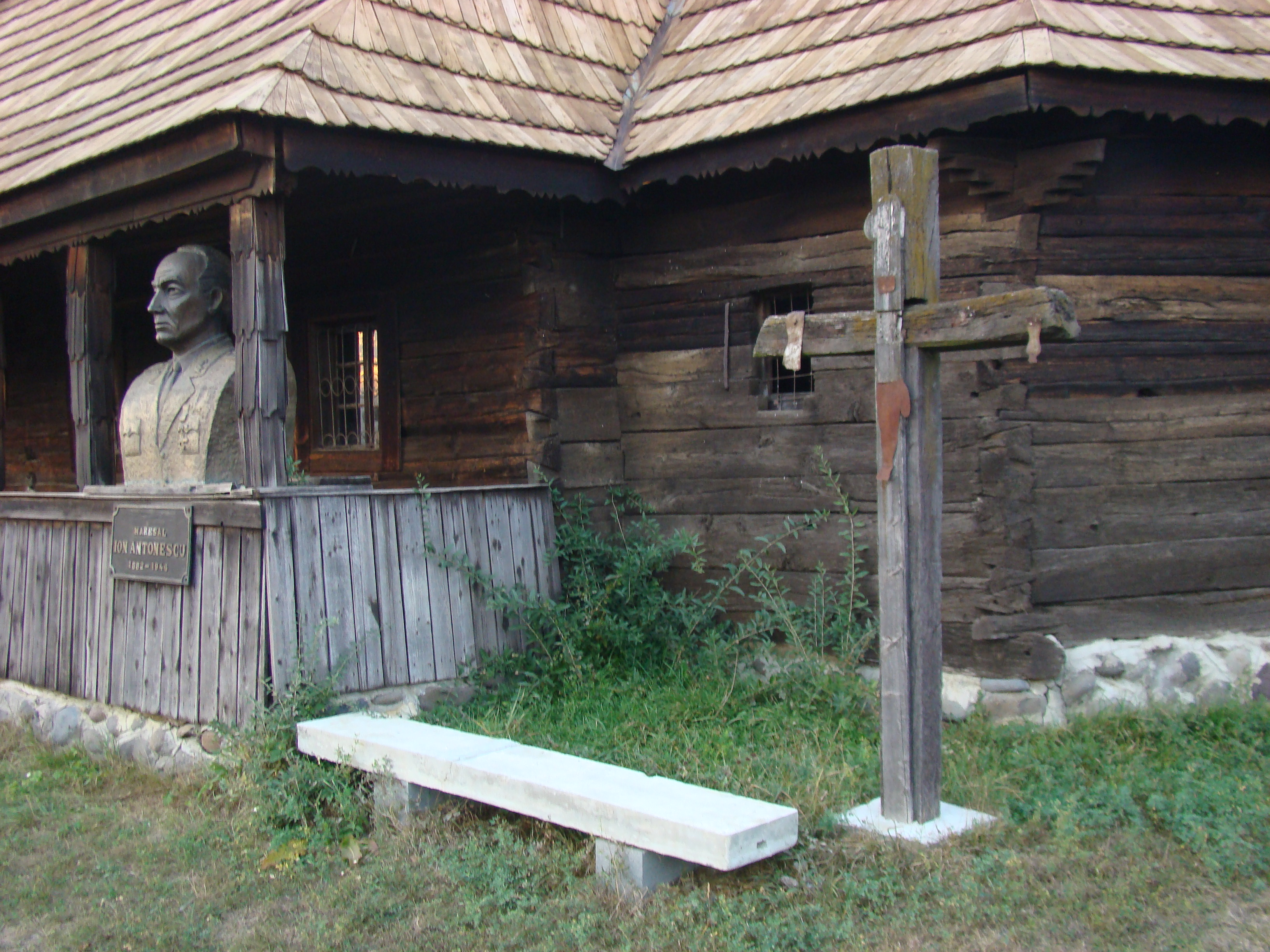
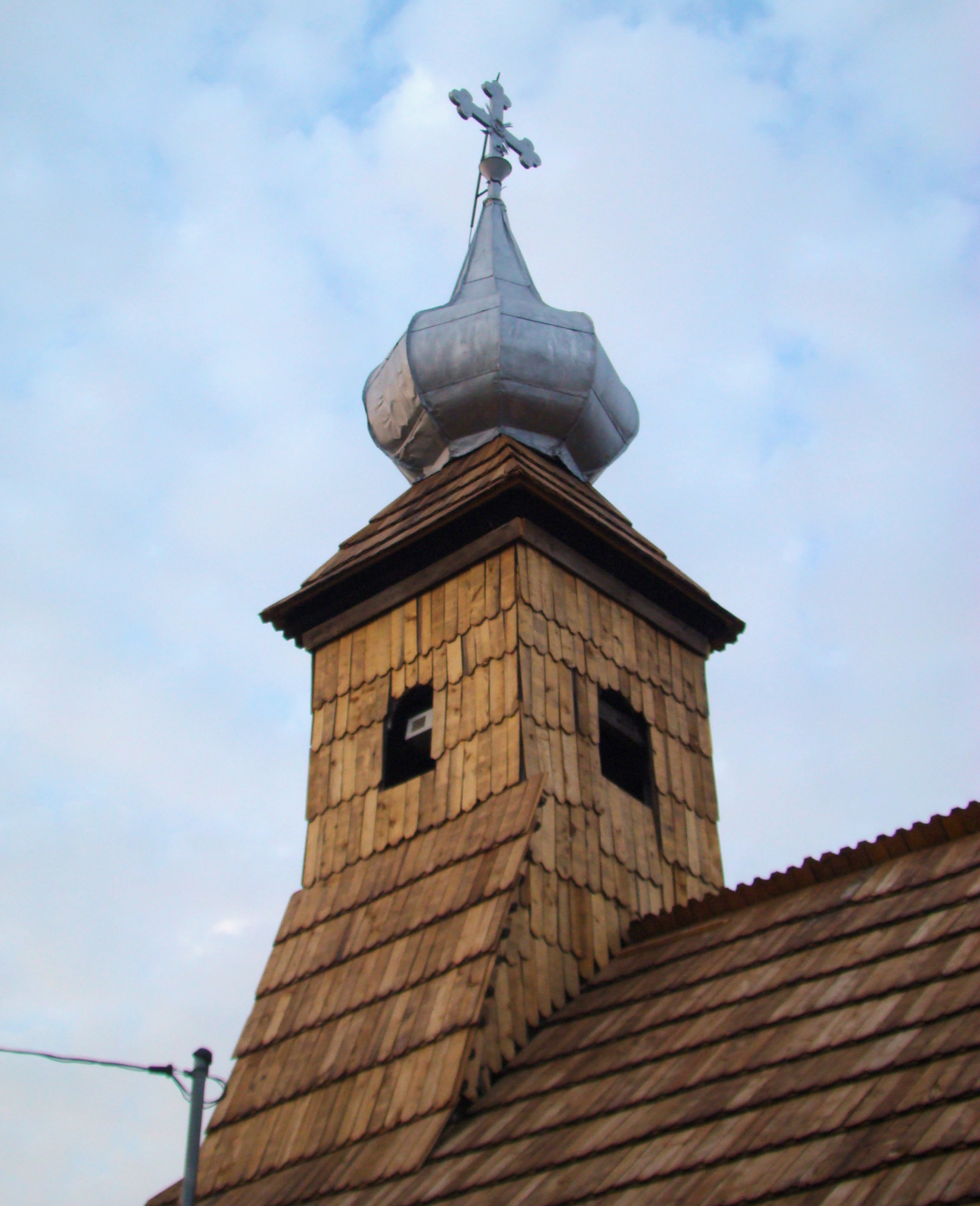
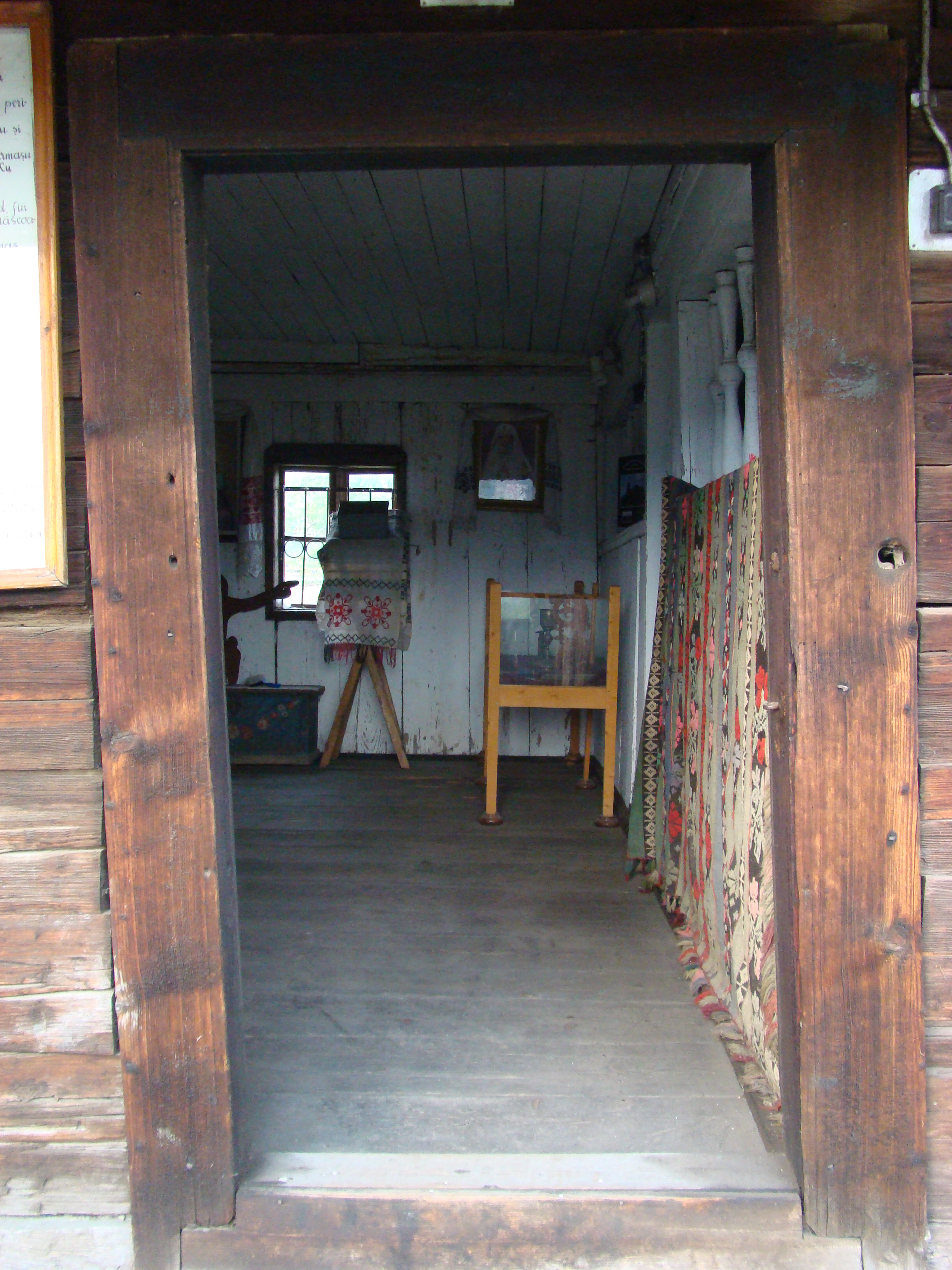